# Quân đội Phổ
Quân đội Hoàng gia Phổ (tiếng Đức: Königlich Preußische Armee) là lực lượng quân sự của Vương quốc Phổ (nguyên là lãnh địa Tuyển hầu tước Brandenburg trước năm 1701). Quân đội Phổ đóng vai trò quan trọng trong công cuộc đưa Nhà nước Phổ-Brandenburg vươn lên làm một liệt cường của châu Âu. Trong những năm tháng hào hùng của lực lượng Quân đội Phổ, người ta phải gọi Nhà nước Phổ là "một đội quân có quốc gia". Đội quân này có bản chất độc đáo và là đội quân duy nhất trong lịch sử cận - hiện đại có kỷ cương hoàn toàn xuất sắc như các Binh đoàn Lê dương La Mã năm xưa. Nhờ sự gầy dựng của Vương triều Hohenzollern tài ba, Quân đội Phổ hùng mạnh đưa đất nước trỗi dậy cường thịnh đến mức đi vào huyền thoại. Tổng quan, những năm tháng huy hoàng nhất của Quân đội Phổ là 1675, 1757 và 1813, với những thắng lợi vang dội của họ trước các cường địch.
Lực lượng Quân đội Phổ có nguồn gốc từ những đội quân đánh thuê của xứ Brandenburg trong cuộc Chiến tranh Ba mươi năm. Tuyển hầu tước Vĩ đại Friedrich Wilhelm I đã đưa những đội quân này trở thành một lực lượng Quân đội thường trực hữu dụng, đánh tan tác quân tinh nhuệ Thụy Điển trong trận đánh vang dội tại Fehrbellin vào năm 1675. Sau đó, ông còn tiêu diệt quân Thụy Điển trong "Cuộc đưa xe trượt tuyết vĩ đại" vào năm 1678. Ông là vị lãnh chúa có công đặt nền móng cho những năm tháng huy hoàng của nước Phổ về sau. Tuy con ông là Quốc vương Friedrich I thích ăn chơi hơn, nhưng vị Quân vương này cũng góp phần xây dựng cơ đồ nước Phổ. Thời ông, nước Phổ tham chiến trong cuộc Chiến tranh Kế vị Tây Ban Nha giúp cho nền quân sự của đất nước được phát triển thêm. Sau khi ông mất, Quốc vương Friedrich Wilhelm I thì không hưởng lạc xa xỉ như vua cha, ông mở rộng lực lượng Quân đội tinh nhuệ của nước Phổ để giúp cho các Quân vương kế tục có thể dễ dàng đánh tan nát lân bang. Là vị Quốc vương đam mê văn hóa quân sự, để thành công công cuộc này, ông sai sứ giả đi khắp Âu châu đã thu nạp tân binh về cho lực lượng Quân đội Phổ. Có lần ông còn chỉ huy Liên quân chống Thụy Điển và đánh thắng Đế quốc này trong cuộc Đại chiến Bắc Âu. Tiếp bước tiên liệt, ông buộc tầng lớp quý tộc Junker phải thần phục và gia nhập quân ngũ.
Lực lượng Quân đội Phổ thường vận quân phục màu xanh dương. Dưới triều đại Quốc vương Friedrich II (tức Friedrich Đại Đế), ông tiếp tục gia tăng quân số, nâng cao thanh thế của Vương quốc Phổ và dẫn dắt Quân đội Phổ có tinh thần kỷ cương mà giành chiến thắng trong những cuộc Chiến tranh Silesia (1740 - 1763) vào thế kỷ thứ XVIII. Thời đó, dù là một quốc gia bị cô lập và ít mang tính "Đức" hơn các nước khác của người tộc Đức, Vương quốc Phổ trở nên vô cùng quan trọng vì có vua Friedrich II Đại Đế là người chiến binh xuất sắc nhất của châu Âu thời đó, cùng những tên tuổi sáng chói như Trung tướng Hans Joachim von Zieten và một vị Tướng Kỵ Binh có lẽ còn giỏi hơn nữa là Friedrich Wilhelm von Seydlitz. Không những thế, lực lượng Quân đội thiện chiến Phổ khi ấy trở thành hình mẫu cho các nước châu Âu về một đội quân hoàn hảo. Sự huy hoàng của Phổ gắn liền với những chiến thắng oanh liệt, huyền thoại của Quốc vương Friedrich II Đại Đế trong các trận đánh lớn tại Hohenfriedberg (1745), Roßbach, Leuthen (1757) và Zorndorf (1758) trước các cường địch như Áo, Pháp, Nga. Đây là những chiến tích hiển hách nhất của thế kỷ; ngoài là nhà chiến thuật thiên tài, ông có lòng kiên cường sắt đá tiếp tục cùng ba quân chiến đấu ngay cả khi bại trận, chuyển bại thành thắng. Trong đội quân hùng hậu, dũng mãnh của ông, lực lượng Bộ binh một thời bất khả chiến bại, lực lượng Kỵ binh trở nên siêu việt và các lực lượng nhẹ gây cho quân địch khiếp sợ.
Sau khi nhà vua Friedrich II Đại Đế qua đời, cuộc chinh phạt Hà Lan vào năm 1787 đã đem lại cho vị thống soái của Quân đội Phổ là Karl Wilhelm Ferdinand, Quận công xứ Brunswick-Wolfenbüttel tiếng tăm lẫy lừng. Nhưng, trong những năm tháng đầu của các cuộc chiến tranh của Napoléon, Quân đội Phổ bị lỗi thời, và nước Phổ bị Đế chế thứ nhất Pháp đánh bại trong cuộc chiến tranh của Liên minh thứ tư. Tuy nhiên, trong những chiến công hiển hách của Quân đội Phổ trong giai đoạn này có cuộc đấu tranh anh dũng tại Kolberg (1807), giữ vững thành phố này khỏi tay quân Pháp xâm lược. Thế rồi, dưới sự dẫn dắt của quan Thượng thư Bộ Chiến tranh Gerhard von Scharnhorst, các nhà cải cách Phổ (trong đó có những tên tuổi lẫy lừng như Gebhard Leberecht von Blücher, Carl von Clausewitz hay August Neidhardt von Gneisenau) tiến hành hiện đại hóa Quân đội Phổ - một trong những đội quân đánh thắng được nhà độc tài Napoléon Bonaparte trong cuộc chiến tranh của Liên minh thứ sáu và Liên minh thứ bảy. Quân đội Phổ thể hiện mình là những chiến binh quả cảm nhất trong liên quân chống Pháp, và đóng vai trò không thể thiếu được với những chiến thắng quyết định trước Napoléon trong các trận đánh vang danh tại Leipzig (1813) và Waterloo (1815) - đại công của Bá tước Gebhard Leberecht von Blücher. Với chiến thắng huy hoàng của mình, nước Phổ lại một lần nữa trở nên uy dũng. Tuy nhiên, một số cải cách đã bị những kẻ thủ cựu - vốn cũng được hưởng lợi từ đại thắng của công cuộc kháng chiến vệ quốc - xóa bỏ, và sau này Quân đội Phổ trở thành một lực lượng bảo vệ của Chính phủ Phổ bảo thủ. Dù sao thì lực lượng Quân đội Phổ trong cuộc kháng chiến chống Napoléon đã mở đường cho sự thiết lập Bộ Tổng tham mưu Đức - một cỗ máy quân sự chuyên nghiệp nhất trên thế giới.
Vào thế kỷ XIX, lực lượng Quân đội Phổ được xây dựng vững mạnh, trước tình cảnh Áo - Phổ tranh hùng ở Đức. Các binh sĩ Phổ thiện chiến giành toàn thắng trong các cuộc chiến tranh chống Đan Mạch, Áo và Chiến tranh Pháp-Phổ, nhờ đó nước Phổ thống nhất các quốc gia ở Đức và thiết lập Đế chế Đức vào năm 1871. Trong những tên tuổi lớn vào thời kỳ này có Thống chế kiệt xuất Helmuth Karl Bernhard von Moltke và Alfred von Schlieffen, và chiến thắng của Quân đội Phổ trong ba cuộc chiến tranh ngắn ngủi này đã mang lại cho nước Phổ địa vị bá quyền ở Trung Âu, xua tan tành ảnh hưởng của người Áo và tiêu diệt được cái Đế chế thứ hai của người Pháp. Các chiến binh tinh nhuệ Phổ từng vây hãm được cả sào huyệt Paris của địch thù. Quân đội Phổ trở thành một lực lượng nòng cốt trong Quân đội Đế chế Đức - đội quân đã kế tiếp truyền thống hào hùng chống trả các cường địch thời Friedrich II Đại Đế trong cuộc Chiến tranh thế giới lần thứ nhất, và dù cuộc chiến kết thúc với chiến bại của nước Đức, nhưng có lúc họ đã đẩy liên quân hùng hậu Entente vào thế tuyệt vọng. Họ bị thay thế bằng lực lượng Quân đội Liên bang (Reichswehr) sau khi cuộc Chiến tranh thế giới lần thứ nhất kết thúc. Tướng Hans von Seeckt là một viên Sĩ quan hiển hách trong những trang sử vàng son của nước Phổ xưa, lên nắm quyền chỉ huy Quân đội Liên bang và góp phần cho việc hồi phục sức mạnh quân sự, đưa nước Đức trở thành liệt cường quân sự hàng đầu thế giới thời đó.

## Thời Tuyển hầu tước Friedrich Wilhelm Vĩ đại và vua Friedrich I

### Sáng lập Quân đội

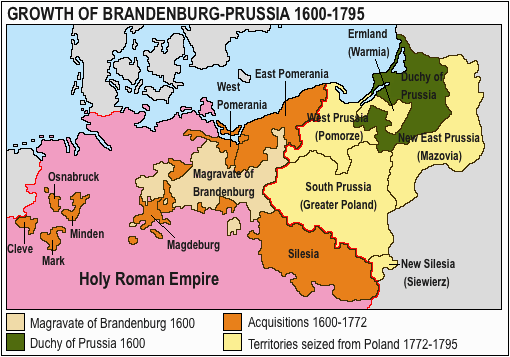
Sự trỗi dậy của Quốc gia Phổ-Brandenburg, 1600-1795

Quân đội Phổ phát sinh ra từ những lực lượng vũ trang thống nhất dưới triều Tuyển hầu tước Friedrich Wilhelm I của xứ Brandenburg (1640–1688). Lãnh địa Phổ-Brandenburg, dưới triều nhà Hohenzollern, thường sử dụng những đội quân đánh thuê Landsknecht trong cuộc Chiến tranh Ba mươi năm - cuộc chiến đã tàn phá xứ Brandenburg. Quân đội Đế quốc La Mã Thần thánh và quân Thụy Điển giao chiến ở gần xứ Brandenburg, và thường tùy tiện chiếm đóng lãnh địa này, do chính sách ngoại giao sai lầm nghiêm trọng của tiên chúa Georg Wilhelm và sự yếu kém của nền quân sự Brandenburg. Ngân sách lãnh địa bị kiệt quệ, vào năm 1640 cả thế giới chẳng mấy ai biết đến xứ Phổ bé nhỏ. Không nơi đâu cuộc chiến tranh diễn ra ác liệt bằng xứ Brandenburg. Sau khi thừa kế ngôi báu, Tuyển hầu tước vĩ đại Friedrich Wilhelm I tiến hành xây dựng một lực lượng Quân đội thường trực có hiệu quả, để bảo vệ lãnh địa vào Mùa Xuân năm 1644. Ông cũng cố gắng giữ thái độ trung lập, bằng được phải gạt chân quân Thụy Điển ra khỏi lãnh địa của mình (ông thực chất là cháu của vua Thụy Điển Gustav II Adolf). Trong bối cảnh lịch sử lúc đó, nếu có một lãnh chúa bất tài trị vì thì hẳn Phổ - Brandenburg sẽ không được lớn mạnh, nhưng lãnh chúa Friedrich Wilhelm I là vị lãnh chúa có nhiều sáng tạo nhất của Vương triều nhà Hohenzollern. Người ta không hề dối láo khi miêu tả ông là một con người rất khỏe mạnh và năng nổ. Ông cho rằng, lãnh địa của mình - vốn không có được nhiều tài nguyên như các nước láng giềng Pháp và Áo - phải được phát triển dựa vào một lực lượng quân sự lớn mạnh hơn là các liên minh, do đó ông dốc tâm xây dựng đội quân của lãnh địa nhà. Trong suốt cuộc đời của mình, Tuyển hầu tước dốc sức đưa lãnh địa nhà trở thành một liệt cường quân sự. Và, thành tựu của ông sẽ khiến ông được xem là "người Phổ đầu tiên".

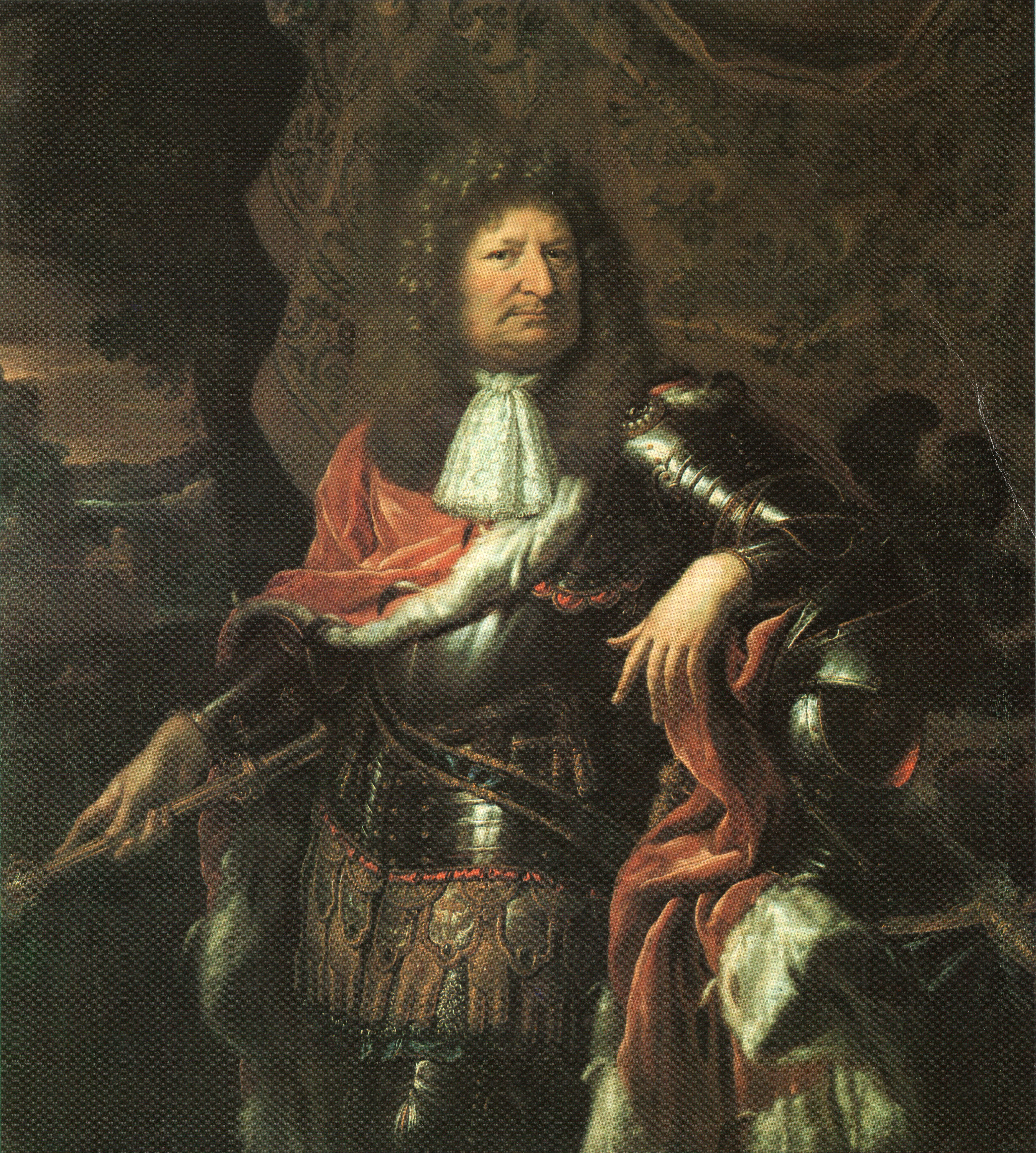
Friedrich Wilhelm I, vị "Tuyển hầu tước vĩ đại".

Trong các năm 1643 - 1644, lực lượng Quân đội đang phát triển chỉ có 5.500 quân, bao gồm 500 lính Ngự lâm trong lực lượng Cấm vệ quân của Tuyển hầu tước Friedrich Wilhelm I. Đó là lực lượng Quân đội thường trực đầu tiên trong lịch sử nước Phổ - Brandenburg. Cận thần của vị tân Tuyển hầu tước là Johann von Norprath đã tiến hành chiêu mộ tân binh tại Công quốc Cleves và tổ chức một đội quân bao gồm 3 nghìn binh sĩ người Hà Lan và người Đức tại Rhineland vào năm 1646. Tại xứ Brandenburg và Công quốc Phổ, các đơn vị đồn trú cũng dần dần ra đời. Chúa Friedrich Wilhelm I cũng liên minh với Pháp - kẻ thù truyền kiếp của Nhà Habsburg của Áo và tiến hành nhận viện trợ của Pháp. Ông tiến hành cải cách dựa theo những cải cách của Hầu tước Louvois (François-Michel le Tellier), quan Thượng thư Bộ Chiến tranh của vua Pháp Loui XIV khi đó. Nhờ sự phát triển của Quân đội Phổ, Tuyển hầu tước Friedrich Wilhelm I đã chiếm được nhiều vùng đất theo Hòa ước Westfalen vào năm 1648, dù xứ Brandenburg không giành được nhiều thắng lợi trong suốt ba mươi năm chiến tranh. Tuy nhiên, với một lãnh địa đã bị quân Thụy Điển và quân Áo tàn phá trong cuộc đại chiến, xứ Brandenburg vẫn còn gặp hiểm nguy. Đất đai thì khô cằn, và nhân dân phải đối đầu với nguy cơ bị quân Thụy Điển, quân Pháp, quân Đan Mạch, quân Nga, quân Ba Lan và quân Tartar xâm lược. Lãnh địa lúc này chỉ có chừng 8 nghìn binh lính.
Đại biểu các đẳng cấp ở các tỉnh đề nghị giảm quân số Phổ trong thời gian hòa bình, nhưng Tuyển hầu tước Friedrich Wilhelm I từ chối thông qua sự thoái thác, nền kinh tế và những nhượng bộ về chính trị. Vào năm 1653 trong thời gian ngưng họp Brandenburg giữa Tuyển hầu tước Friedrich Wilhelm I và các đảng cấp xứ Brandenburg, tầng lớp quý tộc dâng lên cho Tuyển hầu tước 53 vạn đồng thaler; đổi lại, ông phải khẳng định rằng họ có những đặc quyền riêng. Từ đó, tầng lớp quý tộc Junker vươn lên nắm quyền lợi chính trị, trong khi tầng lớp nông dân thì ngược lại. Tuyển hầu tước được quyền tự do áp đặt thuế má, và thế là ông cứ việc ban hành chính sách mà khỏi cần phải hỏi ý ai - điều này khiến cho vị vua - chiến binh Friedrich II Đại Đế sau này sẽ đạt lợi thế trước kình địch của ông là Nữ hoàng Áo Maria Theresia - người phải lệ thuộc vào tầng lớp quý tộc Áo khi đó. Một khi Quân đội của ông đã đủ lớn mạnh, Tuyển hầu tước Friedrich Wilhelm I đã có thể xóa bỏ quyền lợi của các đẳng cấp của các xứ Cleves, Mark và Phổ. Vào năm 1661, ông ban chiếu buộc các tỉnh vùng ven sông Rhine phải công nhận quyền tuyển mộ binh sĩ của ông ở những nơi này. Vào năm 1672, miền Đông Phổ cũng không còn phản đối gì với việc nhà chúa tuyển mộ tân binh ở đây.
| “                                      | Tôi thán phục tầng lớp quý tộc của quốc gia nghèo nàn này. Đây là cái tầng lợp đã gầy dựng nên một lực lượng Quân đội Phổ hào hùng. | ” |
| — Sĩ quan Quân đội Áo vào thế kỷ XVIII | |   |

Friedrich Wilhelm I cố gắng đưa các chiến binh từng là lính đánh thuê của mình trơ nên chuyên nghiệp. Ngoài việc gầy dựng từng Trung đoàn riêng biệt và bổ nhiệm các viên Đại tá, Tuyển hầu tước thực hiện hình phạt nặng nề đối với những kẻ phạm tội, tỷ như xử giảo vì tội cướp của. Những hành vi bạo lực của các Sĩ quan Quân đội đối với dân chúng sẽ khiến cho Tuyển hầu tước không dùng đến họ trong vòng một năm. Tuyển hầu tước còn cho phát triển hệ thống Trường Thiếu Sinh Quân phục vụ tầng lớp quý tộc; dù tầng lớp thượng lưu phản đối ý tưởng này trong một thời gian ngắn, việc đưa quý tộc vào các quân đoàn sẽ giúp họ liên minh với nền quân chủ Hohenzollern trong một thời gian. Các Thống chế của Phổ-Brandenburg bao gồm Derfflinger, Johann Georg II, Spaen và Sparr. Tuy Defflinger có mối quan hệ sóng gió với vị Tuyển hầu tước vĩ đại, nhất là khi ông nói: "không ai có thể vượt mặt Hạ thần", ông vẫn sẵn sàng lập chiến công cho Friedrich Wilhelm I. Song, thậm chí có lần ông còn giải ngũ khi Triều đình phong Vương công xứ Anhalt-Dessau (Johann Georg II) làm Tổng tư lệnh của đạo quân Phổ tại sông Rhine, nhưng khi tình hình không thuận lợi thì Defflinger được Friedrich Wilhelm I triệu ra thay. Vốn theo truyền thống, các đạo quân của Tuyển hầu tước được tổ chức thành những lực lượng của các tỉnh tách rời trong lãnh địa. Vào năm 1655, nhà chúa xuống lệnh cho Thống chế Sparr chỉ huy những đội quân tách rời này. Không những thế, Tuyển hầu tước còn giao cho Tướng coi Quân nhu là Platen việc quản lý quân nhu, góp phần gia tăng sự thống nhất cho lực lượng Quân đội của lãnh địa. Nhờ đó, uy quyền của các viên Đại tá đánh thuê vốn đã nắm quá nhiều uy quyền trong cuộc Chiến tranh Ba Mươi năm bị giảm sút. Đồng thời, Triều đình cũng vời đội dân quân vùng Đông Phổ về triều mà phò chúa, giúp nước. Lực lượng Quân đội Brandenburg nhanh chóng gia tăng, với 8 nghìn quân sĩ vào ngày tháng 9 năm 1655, sau đó lên đến 22 nghìn binh lính vào tháng 6 năm 1656 và 27 nghìn binh sĩ khi Hiệp định Oliva được ký kết vào năm 1660. Và, những năm tháng đó được nhà sử học Curt Jany coi là lúc lực lượng Quân đội thường trực Brandenburg thực sự được sáng lập. Như nhà sử học vĩ đại của nước Đức là Heinrich von Treitschke nhận định, việc dựng nên một Quân đội Dân tộc Phổ là lúc Nhà nước Phổ thực sự ra đời. Đánh giá này không có gì gây tranh cãi cả (Tot gestarum scriptores quot sententiae).

### Những cuộc chinh chiến của Tuyển hầu tước Vĩ đại và Friedrich I

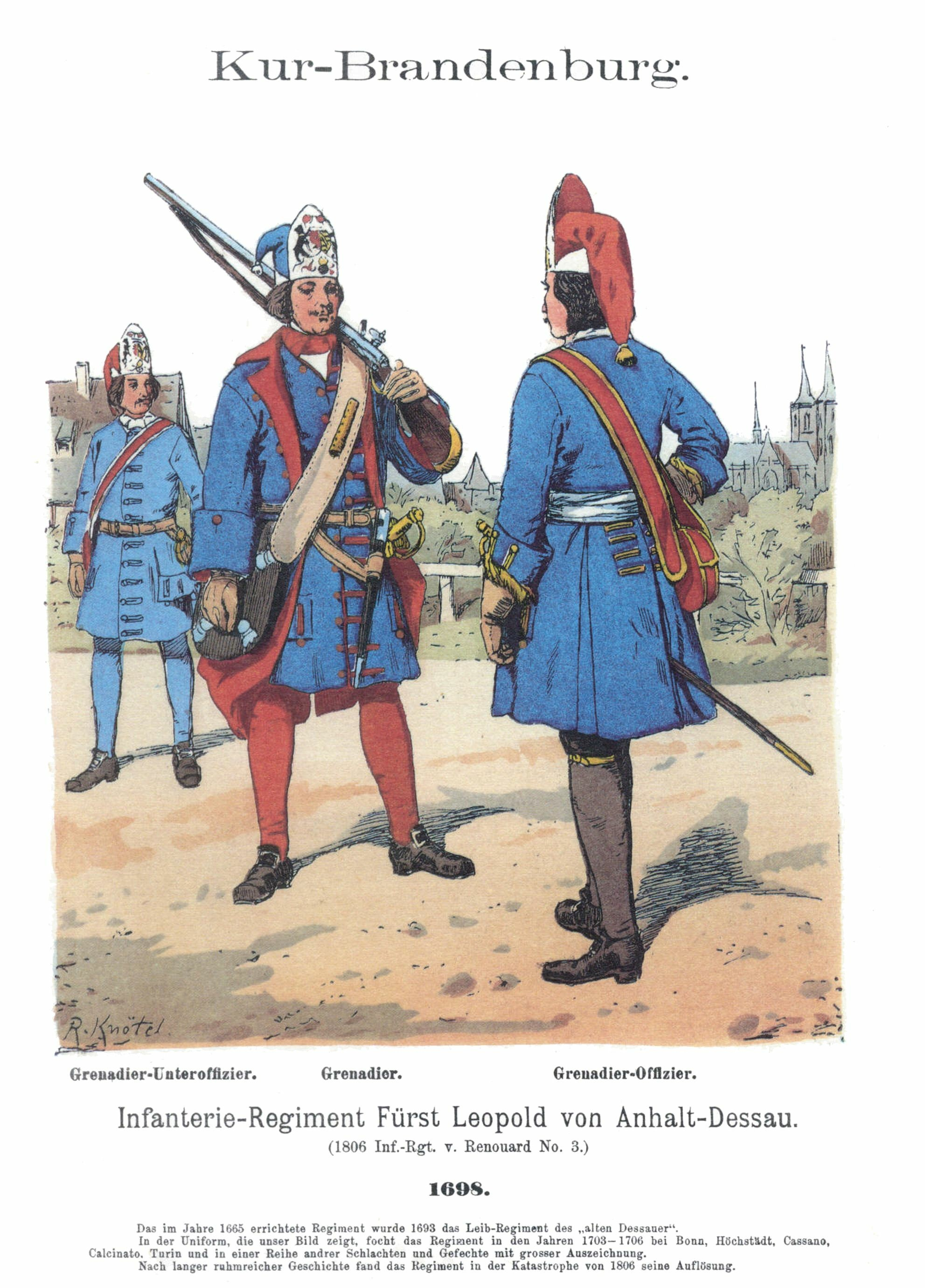
Các chiến binh Brandenburg trong Trung đoàn Bộ Binh của Leopold I, Vương công của Anhalt-Dessau, bởi Richard Knötel.

Vào tháng 6 năm 1656, Tuyển hầu tước liên minh với vua Thụy Điển là Karl X. Lực lượng Quân đội Phổ-Brandenburg tồn tại được trong cuộc thử lửa lần thứ nhất của họ nhờ chiến thắng trong trận đánh lớn tại Warsaw, trong cuộc Chiến tranh Bắc Âu. Liên quân Phổ - Thụy Điển giáp chiến với quân Ba Lan trong suốt ba ngày, và những đội Kỵ binh hùng hậu của liên quân đã đại phá tan nát được địch quân. Trong cuộc đại chiến này, Tuyển hầu tước đã thể hiện được ông là một vị thống soái khá tài tình, dũng cảm, năng nổ và không sợ mọi hiểm nguy. Người ta phải ấn tượng trước tinh thần kỷ luật tốt của các chiến binh Brandenburg, cũng như do họ đối xử tốt với dân chúng Ba Lan, khác với thái độ ngược đãi của Quân đội Thụy Điển. Chiến thắng của vua Karl X đã khiến cho Hà Lan, Nga và cả Đế quốc La Mã Thần thánh lo sợ nên họ đã hỗ trợ cho Ba Lan. Không những thế, người Ba Lan và người Tartar bắt đầu lăm le tấn công tuyến quân nhu của người Thụy Điển và người Brandenburg. Trước tình hình người Thụy Điển bị lâm vào tình thế cô lập, người Brandenburg đã có thể bước vào vòng đàm phán, buộc họ phải công nhận quyền thống trị xứ Phổ của ông. Sau thành công này, ông nhận thấy tình hình Thụy Điển trở nên nguy kịch do người Đan Mạch nhảy vào tham chiến. Thế rồi, ông lập tức mở cuộc đàm phán với người Ba Lan. Nhờ vào thắng lợi của Quân đội Nhà Hohenzollern, Friedrich Wilhelm I nhận được quyền Bá chủ Công quốc Phổ vào năm Hiệp định Wehlau (1657), theo đó Phổ-Brandenburg liên minh với chính Vương quốc Ba Lan và Đại Công quốc Litva và Đế quốc La Mã Thần thánh. Trong các năm 1658 - 1659, quân Brandenburg dũng mãnh liên tiếp chiến thắng như chẻ tre, quân Thụy Điển phải tháo chạy. Dù đã gạt bỏ được quân Thụy Điển ra khỏi lãnh thổ của mình, Tuyển hầu tước không chiếm được vùng Vorpommern theo Hiệp định Oliva vào năm 1660, để khôi phục cân bằng quyền lực. Nhưng với Hiệp định này không còn kẻ nào dám đến xâm phạm lãnh thổ Brandenburg nữa.
Hiệp định này cũng làm nên một sự cân bằng mới trong quan hệ quốc tế thời đó. Chiến thắng tại Warsaw là một khởi đầu tốt đẹp cho lực lượng Quân đội Brandenburg non trẻ và vị chỉ huy quân sự tài năng của họ. Sau chiến thắng, Tuyển hầu tước Friedrich Wilhelm I có lệnh cho giảm quân số, nhưng không có gì khó khăn với người Brandenburg một khi quân số ít đi: kể từ thời ông, các triều vua chúa Brandenburg không bao giờ phải gầy dựng Quân đội tinh nhuệ trong khi Nhà nước đang trong cơn nguy kịch nữa. Từ năm 1660 cho đến năm 1672, Tuyển hầu tước có khoảng từ 7 nghìn đến 12 nghìn binh sĩ dưới ngọn cờ của ông. Đầu thập niên 1670, ông ủng hộ Đế quốc La Mã Thần thánh giành lấy vùng Grand Est và phải đấu tranh chống những cuộc xâm lược của vua Pháp là Pháp. Quân đội Brandenburg lại được mở rộng, mà lần này còn nhanh hơn trước nhờ Tuyển hầu tước có được quân nhu cung cấp đầy đủ cho họ. Quân tinh nhuệ Thụy Điển đến xâm phạm xứ Brandenburg vào năm 1674 trong khi quân chính quy của Tuyển hầu tước lại đang nghỉ đông ở vùng Franconia. Vào năm 1675, Tuyển hầu tước thân chinh kéo các chiến binh về phương Bắc để giáp mặt với quân Thụy Điển do Thống chế Wrangel chỉ huy. Đây là cơ hội để ông báo thù việc người Thụy Điển tàn phá lãnh địa Tuyển hầu tước Brandenburg trong cuộc Chiến tranh Ba Mươi Năm. Vào ngày 10 tháng 2 năm 1675, ông phán với quan đại thần Otto von Schwerin: "Ta không phải làm gì khác ngoài việc trả thù giặc Thụy Điển". Ông cũng khuyến khích toàn dân, dù là quý tộc hay vô sản, hãy "diệt sạch giặc Thụy Điển, để chúng đưa tay lên người chúng và cắt cổ chúng... không thể tha thứ cho lũ giặc". Đội quân tinh nhuệ Thụy Điển không hề biết Quân đội Brandenburg đã kéo đến. Do đó, Tuyển hầu tước và Thống chế Defflinger quyết định kéo 7 nghìn quân Kỵ binh vào đánh úp cứ điểm của địch tại Rathenow, trong khi đó 1 nghìn lính Ngự lâm Pháo thủ được đưa lên xe ngựa để giữ khoảng cách với cuộc tiến công. Thời tiết xấu, mưa lớn cũng làm cho quân Thụy Điển không thể nhận thấy người Brandenburg. Vào ngày 25 tháng 6 năm 1675, quân Brandenburg tấn công và tiêu diệt quân Thụy Điển, trong khi rất ít chiến binh Brandenburg phải hy sinh trong trận đánh này.
Tuyến quân Thụy Điển đã bị hủy diệt tại Rathenow, tạo điều kiện cho Tuyển hầu tước Friedrich Wilhelm I đánh trận vang danh nhất trong tất cả những cuộc chiến tranh của ông - đó là trận Fehrbellin ở gần kinh đô Berlin. Để nối lại liên kết với nơi phòng thủ của mình, Trung đoàn Thụy Điển tại thành phố Brandenburg đã rút sâu vào làng mạc, dự định hành binh về phía Tây Bắc để gia nhập với quân chính quy tại Havelberg. Tuy nhiên, quân xâm lược đã sai lầm: những trận mưa tuôn mưa xối Xuân - Thu làm các đầm lầy trở thành con suối chảy như điên. Quân Thụy Điển đành phải lui binh về thị trấn nhỏ bé Fehrbellin trên sông Rhine. Trong trận đánh ở đây, tuy Quân đội Brandenburg có quân số nhỏ hơn, nhưng họ đã chiến đấu dũng mãnh, và nhờ có đòn tấn công đẹp mắt của quân Kỵ binh Brandenburg, vị Tuyển hầu tướcông đã đại phá tan tác quân tinh nhuệ Thụy Điển đông đảo hơn. Dù đây chỉ là một trận đánh nhỏ, đại thắng tại Fehrbellin mang lại tiếng tăm cho lực lượng Quân đội Phổ - Brandenburg ngày một lớn mạnh và khiến người đời gọi Friedrich Wilhelm I là "Tuyển hầu tước Vĩ đại". Ông đã thể hiện xuất sắc tài nghệ thống soái của mình. Trận đánh chỉ kéo dài trong 2 tiếng đồng hồ thì người Phổ đã đại thắng. Bãi chiến trường Fehrbellin trở nên thiêng liêng. Nhân dân Phổ - Brandenburg luôn luôn mãi nhớ về trận đánh này, đưa chiến thắng trở thành một huyền thoại. Quân Thụy Điển nhiều tên thiệt mạng, phần còn lại bỏ chạy bán sống bán chết, đã thế lại bị nông dân Phổ tiến công. Cuối cùng, lãnh địa Tuyển hầu tước Brandenburg không còn một tên địch. Sự can thiệp của người Thụy Điển vào xứ Phổ đã tan tành mây khói.

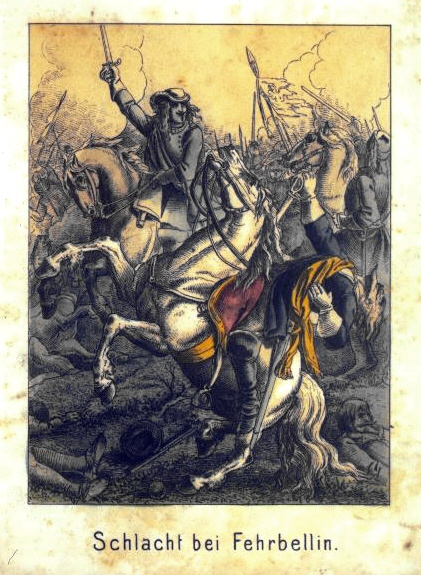
Trận Fehrbellin - chiến thắng vang dội đầu tiên của Quân đội Phổ (1675).

Tuy chiến thắng ban đầu tại Warszawa thật là quan trọng nhưng thắng lợi vang dội tại Fehrbellin xem chừng còn nổi tiếng hơn cả trận thắng này. Dù đã cao niên, Thống chế Derfflinger đã lập nên công lớn trong trận thắng vang dội này, và ông trở thành vị đại kiệt tướng đầu tiên trong lịch sử Phổ. Dưới sự chỉ huy của viên chỉ huy Long Kỵ binh táo tợn này, ba quân hành binh nhanh nhạy. Dù quân Thụy Điển có 38 khẩu đại pháo nhưng bất lực nên chỉ nã có 7 chiếc, ngược lại chỉ với 13 khẩu đại pháo nhưng ông kéo được chúng lên đồi cao mà cứ thế mà nã vào quân thù. Quân Brandenburg mất có 500 chiến binh trong khi 5 nghìn lính Thụy Điển đều bại vong cả. Tài năng của Derfflinger khiến ông được đánh giá là "dù đã 70 tuổi, nhưng vẫn uy dũng như một chàng thiếu niên. Để chứng tỏ rằng quân Thụy Điển đã tan tành tại Fehrbellin, ông triệu tập một nhóm lính và truy kích mãnh liệt đám bại binh Thụy Điển, và một lần nữa đánh tan nát quân Thụy Điển trong trận giao chiến ở Tilsit. Giữa thế kỷ thứ XVIII về sau, khi nhà vua Friedrich II Đại Đế đến thăm bãi chiến trường Fehrbellin để tìm hiểu về những năm tháng huy hoàng của truyền thống quân sự Phổ, các cựu chiến binh già của chiến thắng Fehrbellin đã cùng Quân vương tham quan bãi chiến trường xưa. Sau đại thắng lừng vang, Tuyển hầu tước vĩ đại quyết tâm phát huy thế thượng phong, để quân Thụy Điển phải nhượng vùng Pomerania cho ông: không những liên minh với Đan Mạch và Hà Lan, ông còn thân chinh tiến quân giành chiến thắng như là chẻ tre: thoạt đầu, ông rắp tâm chiếm lĩnh thành Stettin để lập quyền kiểm soát sông Oder. Do đó, ông nhanh chóng tổ chức tiến công đoạt được thành Demmin của quân Thụy Điển vào năm 1676. Vào Mùa Xuân năm 1677, ông cảm thấy hứng thú khi các nước tham chiến tiếp tục thù địch lẫn nhau. Ông không bao giờ làm ngơ việc xây dựng ba quân và triệu tập một đội Pháo Binh hùng hậu bao gồm 180 khẩu đại bác. Vốn hồi năm trước thủy quân Thụy Điển đã bị thủy quân Đan Mạch đánh cho tơi bời nên lợi dụng thời thế, ông ra lệnh cho thủy binh Brandenburg đánh phá thành phố Stettin từ ngoài biển. Từ tháng 7 cho tới tháng 12 năm 1677, quân Brandenburg bắn phá Stettin và vây hãm thành trì này cả trên đất liền lẫn biển cả. Quân đội Brandenburg hứng chịu tổn thất nặng nề, tuy nhiên họ đã đưa thành phố này đến cảnh khốn cùng, bị tan hoang với những đám cháy do hỏa pháo Brandenburg gây ra. Đội quân đồn trú Thụy Điển bị suy kiệt. Thành Stettin không chống nổi phải đầu hàng. Vào ngày 6 tháng 1 năm 1678, Friedrich Wilhelm I ca khúc khải hoàn cùng toàn quân thẳng tiến vào Stettin. Những thắng lợi hào hùng của lực lượng Quân đội Brandenburg đã khiến cho Triều đình Áo lo sợ về sự lớn mạnh của tiểu quốc vũ dũng này.
Vào năm ấy, ông lại quyết định mở chiến dịch chinh phạt đảo Rügen, hòn đảo yểm trợ cho hòn đảo lớn và pháo đài trên biển Stralsund. Quân Thụy Điển kháng cự quyết liệt, nhưng rồi quân Brandenburg đã chiếm đoạt được Rügen vào tháng 9 năm 1678, tạo điều kiện cho họ tiếp tục đánh Stralsund. Cho đến tháng 10 năm 1678, Stralsund thất thủ. Mục tiêu của chính sách đối ngoại của ông - Pomerania - đã nằm trong tầm tay của vị Tuyển hầu tước vĩ đại. Tuy nhiên, can thiệp Pháp vẫn tiếp tục chi viện cho Thụy Điển, do đó xứ Brandenburg không thể nào bỏ qua mối hiểm họa này. Và, đến lúc này thì những chiến sĩ thiện chiến Brandenburg lại được dịp tiến hành một chiến dịch chói lọi nữa: đó là chiến dịch Mùa Đông 1678 - 1679: Cuối năm 1678, trong khi đại quân của Friedrich Wilhelm I đang công hãm Stralsund quyết liệt, Quân đội Thụy Điển tràn qua sông Memel xâm lược xứ Phổ. Khi ấy, xứ Phổ thực chất không hề có quân sĩ, và vị Phó chúa là Quận công Ernst xứ Croy chỉ có 2500 quân chính quy, tương đương với lực lượng Dân binh địa phương. Quân Thụy Điển Nam tiến, quân Phổ tiến hành rút lui, và họ làm cho đồng không nhà trống, sông cũng không có thuyền mà vượt. 2 nghìn quân Brandenburg do Tướng Von Gortzke chỉ huy cũng kéo đến hỗ trợ, nhưng các Trung đoàn của Ernst vẫn cứ tiếp tục rút quân và đến miền đất phía Nam Königsberg. Trong khi ấy, vị Tuyển hầu tước Vĩ đại vẫn điềm tĩnh, kéo đại binh về. Vào ngày 12 tháng 12 năm 1678, Friedrich Wilhelm I tiến quân về kinh thành Berlin, nhưng vào ngày 14 tháng 12 năm ấy thì ông và ba quân rút đi do biết rằng Công quốc Phổ đang lâm vào hiểm họa. Ông kêu gọi tổ chức chiến dịch kháng chiến lớn tại Phổ, với quân số đông đảo bao gồm 6 Trung đoàn Kỵ Binh, 2 Trung đoàn Long Kỵ Binh và 5 Tiểu đoàn Bộ Binh, cùng với vài lực lượng khác nữa. Đây là một đỉnh cao của ông, lần đầu tiên ông chỉ huy một đội quân đông đảo đến thế, bất chấp sự sút giảm của quân số Phổ sau suốt 4 năm chinh chiến tàn khốc. Ông và các chiến binh đã quét sạch hoàn toàn địch quân trong "Cuộc đua xe trượt tuyết vĩ đại" (Die große Schlittenfahrt) trong các năm 1678 - 167. Trong chiến dịch thành công vang dội này của ông, những chiến binh trên xe trượt tuyết đã tấn công hết sức linh động và mãnh liệt, lại còn truy kích địch dữ dội. Những người lính Bộ Binh Phổ trên xe trượt tuyết đã cắt hết tất cả các đường dễ rút của quân Thụy Điển, làm cho kẻ thù lâm vào thảm họa. Nhà sử học người Scotland Thomas Carlyle phải so sánh của lui quân vào Mùa Đông của đám bại binh Thụy Điển với cuộc rút lui khỏi thành phố Moskva của Napoléon và đám tàn quân của ông ta. Chiến dịch này có tầm ảnh hưởng rất to lớn đến các chiến dịch của Phổ - Đức về sau. Trong cả thay 16 nghìn tàn quân Thụy Điển, chỉ có 3 nghìn người có thể về được đến trường thành Riga. Quân Brandenburg chiến thắng vẻ vang rất nhanh chóng, đóng góp to lớn cho truyền thống Chiến tranh Cơ động ("Bewegungskrieg") trứ danh của nền quân sự Phổ - Đức. Những chiến công oanh liệt của Tuyển hầu tước vĩ đại Friedrich Wilelm I đã được hoàn tất.
Sinh thời, ông có nhấn mạnh tầm quan trọng của việc tiến hành một cuộc chiến tranh nhanh gọn, điều này có ảnh hưởng lớn lao đến các thế hệ Tư lệnh Phổ - Đức đời sau, điển hình như Friedrich II Đại Đế và Moltke. Trong các tướng giỏi của Brandenburg có Görschen là người lập công đánh úp quân Thụy Điển tại Splitter (Phổ) và Treffenfeld là người đã quét sạch bóng dáng quân địch ra khỏi Công quốc naỳ. Tuy nhiên, do các lân bang thiên về chống lại ông, Friedrich Wilhelm I lập lại hòa bình bằng việc ký kết Hòa ước St. Germain với Thụy Điển theo đó ông trả lại tỉnh Pomerania cho họ, song ông thống nhất được thêm lãnh địa của mình. Những chiến công lẫy lừng của vị Tuyển hầu tước Vĩ đại cho thấy đội quân tinh nhuệ của ông không chỉ có thể đấu tranh để bảo vệ Tổ quốc, mà còn được các liệt cường châu Âu phải mến mộ. Sau này vua Friedrich II Đại Đế rất ngưỡng mộ vị Tuyển hầu tước Vĩ đại, vì vị tổ dũng mãnh này là người mở ra những năm tháng vàng son cho lịch sử Phổ. Ông gầy dựng lực lượng Quân đội Nhà Hohenzollern nhiều nhất là 7 nghìn binh lính trong thời bình và khoảng 15 nghìn - 3 vạn chiến binh trong thời chiến chinh. Vào năm 1683, khi quân Ottoman công hãm kinh thành Viên, ông phái một đạo quân Brandenburg đến hỗ trợ cho Hoàng đế La Mã Thần thánh giải vây. Chiến thắng của Quân đội Nhà Hohenzollern trước quân Ba Lan và quân Thụy Điển đã mang lại vinh quang cho lãnh địa Phổ-Brandenburg, và cũng giúp cho vị Tuyển hầu tước Vĩ đại áp đặt các chính sách của chế độ quân chủ chuyên chế vào các điền trang và thị trấn. Trong Di chúc Chính trị của ông vào năm 1667, Tuyển hầu tước Vĩ đại ngự bút:
| “                     | Nói chung các liên minh là tốt, nhưng lực lượng của chính ta sở hữu vẫn hơn hẳn. Giữa vào họ ta sẽ an toàn hơn, và một vị Quân vương mà không có đường lối trị vì và Quân đội của chính mình thì chẳng ra gì. | ” |
| — Friedrich Wilhelm I | |   |

Ông để lại cho đời sau một đội quân ít ỏi, nhưng đặc biệt xuất sắc. Đại thắng của ông tại Fehrbellin là thắng lợi lừng lẫy đầu tiên của lực lượng Quân đội Phổ non trẻ, sau một công lao quan trọng hơn của ông là giữ vững ngân khốc của Nhà nước và Quân đội cho các đời Quân vương kế tục, và mở ra truyền thống thượng võ của dân tộc Phổ. Thời kỳ dùng lính đánh thuê của xứ Phổ đã qua đi mãi mãi. Lúc Tuyển hầu tước Vĩ đại qua đời vào năm 1688, lãnh địa của ông đã được công nhận rộng rãi là có lực lượng quân sự chiến đấu uy dũng. Trong lúc này, họ có đến 3 vạn binh sĩ tinh nhuệ, bao gồm 36 Tiểu đoàn Bộ binh, 32 Sư đoàn Thiết Kỵ binh và 8 Sư đoàn Long Kỵ binh, dù lãnh địa khi ấy chỉ có một triệu rưỡi dân. Xứ Phổ vươn lên thành một trong những liệt cường quân sự hùng mạnh nhất của Bắc Âu. Nếu năm xưa Phổ là một Nhà nước nhị nguyên thì bộ mặt lãnh địa bây giờ đã khác: là một Nhà nước quân chủ quân sự mới mẻ, chuyên quyền, mà chỉ một người nắm trọn vẹn quyền lực. Lực lượng Quân đội Phổ không chỉ tham gia nghi lễ thiết triều hoặc là diễn tập, và không phải là một lực lượng đánh thuê - như ở nhiều Công quốc Đức khác - dễ dàng theo các thế lực ngoại bang. Quân đội trở thành lực lượng nòng cốt của quốc gia, mà có khi cả nền quân chủ còn được nói hơi phóng đại là một trại lính trong thời bình. Song, với dân số ít ỏi, trong suốt triều đại của mình thì không những dùng binh lực mà ông còn dùng ngoại giao. Con của Tuyển hầu tước Vĩ đại là Friedrich III (1688–1713) lên nối ngôi báu. Có sách chép tên vị tân Tuyển hầu tước là Friedrich Wilhelm II. Ông cho 10 tiểu đoàn và 6 sư đoàn hỗ trợ quân Hà Lan đánh Pháp vào năm 1689, cho đến khi Pháp phải giảng hòa vào năm 1697. Thấy thực lực của lãnh địa ngày càng lớn mạnh, và giữa lúc một cuộc đại chiến chống Pháp lại sắp nổ ra, Tuyển hầu tước Friedrich III tuyên bố thành lập Vương quốc Phổ và tự tấn phong mình làm Quốc vương Friedrich I vào năm 1701, tại vùng Đông Phổ. Khác với xu thế thường thích của Vương triều nhà Hohenzollern khi đó, ông ăn chơi xa xỉ, thích phong cách kiến trúc Baroque và bắt chước theo cung điện Versailles, nhưng vị tân vương nhận thức được tầm quan trọng của Quân đội và mở rộng lực lượng với 4 vạn chiến binh. Với ông, những binh sĩ tinh nhuệ này không những giúp ông bảo vệ Vương quốc non trẻ, mà còn Ngôi báu và Vương triều của mình. Đời Friedrich I, nước Phổ hãy còn nhỏ bé nhưng là liệt cường quân sự Kháng Cách hùng mạnh nhất trong Đế quốc La Mã Thần thánh dân tộc Đức. Ông cho quân tham chiến trong cuộc Chiến tranh Kế vị Tây Ban Nha - một sự kiện có tầm quan trọng quyết định đối với truyền thống quân sự nước Phổ. Qua đó, không những ba quân có được uy tín trên chiến trường châu Âu, các tướng tá Phổ đã tiếp nhận với những chiến thuật xuất sắc đã giúp danh tướng nước Anh là John Churchill, Công tước thứ nhất của Marlborough đập cho tan tác quân Pháp của Louis XIV, làm cho quân thù bị suy sụp.
Một trong các Sĩ quan Quân đội Phổ như vậy có Vương công Leopold I xứ Anhalt-Dessau, ông đã tham chiến trong trận đánh lần thứ nhất tại Hochstadt (1703) và khi liên quân Áo - Phổ bại trận, ông đã tiến hành một cuộc lui binh hiển hách cứu vãn ba quân. Ông còn tháp tùng danh tướng nước Áo là Eugène de Savoie-Carignan trong trận đánh quân Pháp lần thứ hai tại Hochstadt, còn gọi là trận Blenheim (1704) - một đòn giáng sấm sét vào địch quân. Trong trận đánh tại Turin (1706), các chiến binh Phổ góp phần giúp Eugène đại phá địch thù. Ông cũng tham chiến ở Cassano (1705), vào năm 1709, ông đưa Hoàng thái tử Friedrich Wilhelm ra chiến trường Malplaquet. Chính danh tướng Eugène cũng thừa nhận rằng để ông có thể nghiền nát địch tại Blenheim, những chiến binh Phổ là không thể thiếu được. Chiến thắng tại Malplaquet làm ảnh hưởng lớn đến tâm tư của vị Thái tử 21 tuổi: liên quân Anh - Áo - Phổ thắng trận nhưng cả phải hứng chịu tổn thất kinh khủng (Pháp cũng tương tự), và đây là trong những trận đánh ác liệt nhất trong chính sử châu Âu. Sau này, Leopold được Quốc vương phong làm Thống chế, và chiến thuật của ông học hỏi từ Marlborough được Quốc vương Friedrich II Đại Đế áp dụng.
Nhìn chung, quân lực Phổ không ngừng phát triển dưới thời Friedrich I. Những binh sĩ người ngoại lai trở thành một nhân tố quan trọng trong lực lượng Quân đội Phổ, do Tuyển hầu tước Friedrich Wilhelm I và Quốc vương Friedrich I đã ban chỉ dụ cho vời biết bao tín đồ Huguenot đang bị Louis XIV ra sức đàn áp được chạy khỏi Pháp mà sang lánh nạn trên đất nước Phổ. Con cái của họ bao gồm có hai binh sĩ Phổ trong cuộc Chiến tranh Kế vị Tây Ban Nha là Hautchamoy và Pennavaire, đều là Trung tướng của Quốc vương Friedrich II Đại Đế về sau. Đời vua Friedrich II Đại Đế, trong Quân đội cũng có một nhóm Sĩ quan cấp cao là người ngoại lai, điển hình như Heinrich August de la Motte Fouqué sẽ được đề cập đến trong bài viết này.

## Thời vua Friedrich Wilhelm I

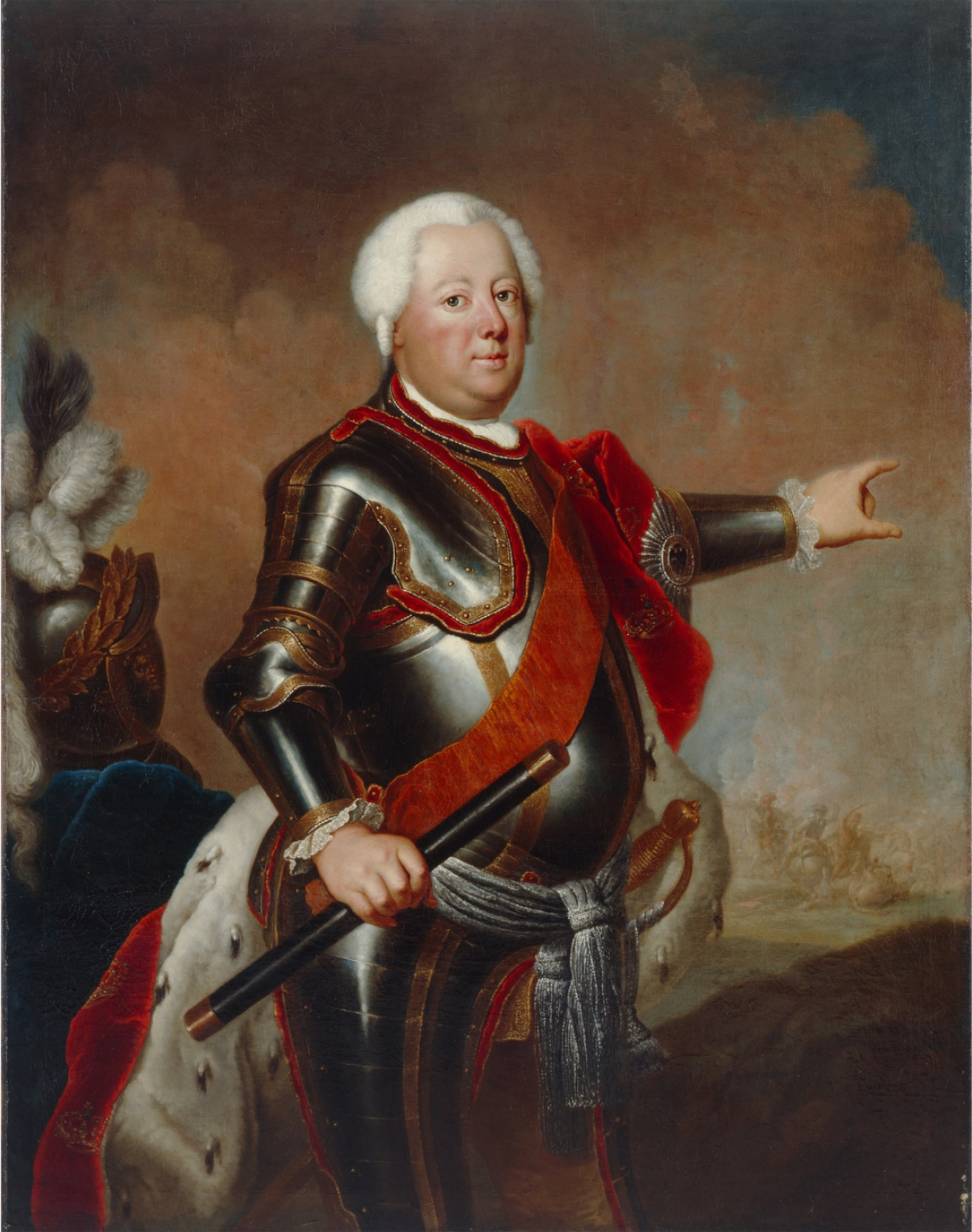
Vị vua - chiến binh Friedrich Wilhelm I, qua nét vẽ của Antoine Pesne

Vau Friedrich I được kế tục bởi người con trai của ông, vị vua - chiến binh Friedrich Wilhelm I (1713–1740). Vị tân Quốc vương - vốn từng tham chiến tại Malplaquet như đã nêu trên - rất yêu thích các binh sĩ tinh nhuệ. Tuy vị Tuyển hầu tước vĩ đại năm xưa đã gầy dựng nên một lực lượng Quân đội thường trực nhỏ có khả năng bảo vệ đất nước, Friedrich Wilhelm I mới thực sự là vị sáng tổ của lực lượng Quân đội Phổ cận đại, nhờ vào thành công vang dội của ông trong công cuộc xây cất Quân đội. Khi mới lên ngôi vua, ông liền bán hết các thứ trang sức xa hoa của cung đình, tống cổ phần lớn các thợ thủ công của tiên vương ra khỏi cung đình, và còn tiếp đãi các Sĩ quan Quân đội hậu hĩnh hơn cả các vị thượng quan Triều đình. Đồng thời, ông cũng xua tan mọi nếp sống văn hóa mà mẹ ông khi xưa luôn yêu thích. Nhưng mặc khác, ông cũng giống như tiên vương rất thích những nghi lễ quân sự hoành tráng. Mà ông yêu thích tuyển mộ tân binh và xây dựng Quân đội hùng mạnh (niềm vui sướng duy nhất của ông) hơn là phát động chiến tranh. Những chàng trai trẻ tuổi và tham vọng bắt đầu tham gia vào việc quân sự thay vì làm luật hoặc là điều khiển bộ máy hành chính. Quốc vương Friedrich Wilhelm I thường mặc chiến bào xanh dương trông thật giản dị của ông trong cung đình, và từ đây, mọi quan viên Triều đình Phổ, và cả các vị vua kế tục ông nữa, đều ăn mặc như vậy. Truyền thống này được ông vua - chiến binh này khởi xướng vào năm 1725 và trở nên gắn bó với nền quân sự Phổ. Khác với phần lớn các Triều đình khác của người tộc Đức, vua quan Phổ để tóc thắt bím chứ không phải là bộ tóc giả dài che cả gáy. Nhà vua phán:
| “                     | Một cô gái hoặc là mụ đàn bà xinh đẹp nhất thế giới không làm Trẫm phải chú tâm, nhưng những binh sĩ thì có đấy, đó là điểm yếu của Trẫm. | ” |
| — Friedrich Wilhelm I | |   |

Nhà vua cũng cho rằng quân lực của nước Phổ cần phải hùng hậu hơn các lân bang, do đó ông quyết tâm quân sự hóa xã hội đất nước. Vả lại, một lực lượng Quân đội thường trực có tinh thần kỷ cương cao độ sẽ giữ vững chiếc Vương miện của ông hơn là đời sống xa hoa của bậc đế vương trong Hoàng cung. Với ông, nước Phổ quân phiệt trở thành một Sparta của phương Bắc. Kinh thành Berlin không còn là Athena của Đức nữa, mà là Sparta trên đất Đức. Ngoài những chiến binh tinh nhuệ, ông còn yêu thích có những bộ quân phục lẫn những khẩu súng của ba quân. Từ khi còn chỉ huy Trung đoàn Thái tử (Konprinz) trong cuộc Chiến tranh Kế vị Tây Ban Nha, Friedrich Wilhelm I đã tiến hành những đổi mới về quân sự. Ông có tài chỉ huy Trung đoàn và là một vị vua - chiến binh, đích thân thống lĩnh ba quân, khác với vua Pháp Louis XIV chỉ tối ngày sai các Thống chế của ông ta vào sinh ra tử ngoài trận mạc. Hoàng thái tử Friedrich ra đời vào năm 1712 (ít lâu trước khi nhà vua lên nối ngôi) và ông luôn có hoài bão nuôi dạy con mình trở thành một vị Quân vương đam mê binh cách, phát huy truyền thống quân sự hào hùng của đất nước. Ông rất kiên trì và quyết tâm trong việc huấn luyện ba quân, và nhờ đó các chiến binh của ông được thao luyện tốt. Bạn hữu của ông là Leopold I, Vương công xứ Anhalt-Dessau, làm Sĩ quan Huấn luyện Hoàng gia của lực lượng Quân đội Phổ. Leopold là người có tài dụng binh và tư tưởng quân sự đúng đắn, luôn luôn sinh hoạt trong trại lính và trên mặt ông cũng có màu xám của đạn đại bác. Ông còn lập ra cái thông nòng sắt, phát triển hỏa lực của quân Bộ binh Phổ, và hành binh chậm, hoặc kiểu đi không gập đầu gối. Nhờ có ông, lực lượng Quân đội Phổ trở thành đội quân hùng cường và tân tiến nhất châu Âu thời đó. Vương công Leopold I từng viết thư cho ông như sau:
| “                                       | Cả bạn hữu và kẻ thù của Đức Thánh Thượng đều phải thán phục lực lượng Bộ binh của Người, các bạn hữu thì cho đó là một trong những kỳ quan của thế giới còn kẻ thù thì run như cầy sấy khi nhắc đến quân Bộ binh. | ” |
| — Vương công Leopold I xứ Anhalt-Dessau | |   |

| “ | Tôi nghĩ rằng Hoàng hậu [của Đế quốc La Mã Thần thánh], cùng với Vương công Eugène, đã ngạc nhiên cao độ trước Đức Vua nước Phổ vì sự đam mê của Người đối với mọi thanh niên cao to, và những biện pháp Người tuyển mộ họ cũng như cái giá đắt mà Người sẵn sàng hứng chịu để giữ vững họ... | ” |
| — Thư của Thống chế Sachsen là Bá tước August Christoph von Wackerbarth gửi Thống chế Sachsen Von Flemming vào năm 1732 | |   |

Lá thư trên đã chứng tỏ rằng đôi khi các bậc đế vương Âu châu phải hoảng sợ trước cảnh các thuộc hạ của Quân vương nước Phổ lùng khắp cả châu lục những nam thanh niên khổng lồ nhất. Khi vua Friedrich Wilhelm I qua đời, nước Phổ có lực lượng Quân đội lớn thứ tư (8 vạn chiến binh tinh nhuệ, sau Pháp, Nga và Áo) tại châu Âu, nhưng chỉ đứng thứ 12 về dân số (2.5 triệu người). Khác với nước Áo có dân số đông gấp bội lần Phổ mà chỉ có 10 vạn binh sĩ tinh nhuệ. Trong khi Pháp cứ chỉ tuyển một binh sĩ trong 150 người dân, nước Phổ đều tuyển một binh sĩ trong 25 người dân. Trong khi toàn thể ngân khố quốc gia gồm có 7 triệu thaler, Triều đình đổ dùng 5 triệu thaler cho việc xây dựng lực lượng Quân đội hùng hậu. Những binh đoàn Phổ bấy giờ là tinh nhuệ nhất trên toàn cõi Âu châu, không ai sánh bằng. Những Trung đoàn hùng mạnh tại các Hoàng cung Versailles (Pháp) và St. James (Anh Quốc) hãy còn kém xa Phổ về chất lượng. Mặc dù nước Phổ là quốc gia nghèo nàn nhất trong các nước tộc Đức, họ có một cỗ máy chiến tranh tuyệt vời đưa họ đến bước đường vẻ vang. Friedrich Wilhelm I quả thật là vị Quân vương có công đặt nền móng cho sự phát triển của chủ nghĩa quân phiệt Phổ. Trong công cuộc đổi mới ba quân tạo sự phát triển của Nhà nước Quân phiệt Phổ, ông vượt xa người con trai lừng danh của ông là vị vua tài năng Friedrich II Đại Đế sẽ được đề cập dưới đây. Nhưng trong khi Friedrich Wilhelm I đã để lại cho Friedrich II Đại Đế một gia tài đồ sộ như vậy mà hưởng thụ, ông không hề táo bạo xua quân tung hoành ngang dọc để mang lại vẻ vang cho đất nước - điều mà con ông đã hoàn thành vang dội. Trong di sản của nhà vua Friedrich Wilhelm I có lực lượng Bộ Binh hùng hậu là nòng cốt của lực lượng Quân đội Phổ.: với 31 Trung đoàn, với quân số tiêu chuẩn thời chiến là 17 nghìn binh sĩ được chia làm 2 Tiểu đoàn. Song, với một Friedrich II Đại Đế hãy còn thiếu kinh nghiệm, chiến thắng đầu tiên tại Mollwitz (xem dưới đây) sẽ được coi là thắng lợi của nhà vua Friedrich Wilhelm I, nhờ dày công huấn luyện lực lượng Bộ Binh thiện chiến.

## Thời vua Friedrich II Đại Đế

### Những cuộc chiến tranh Silesia

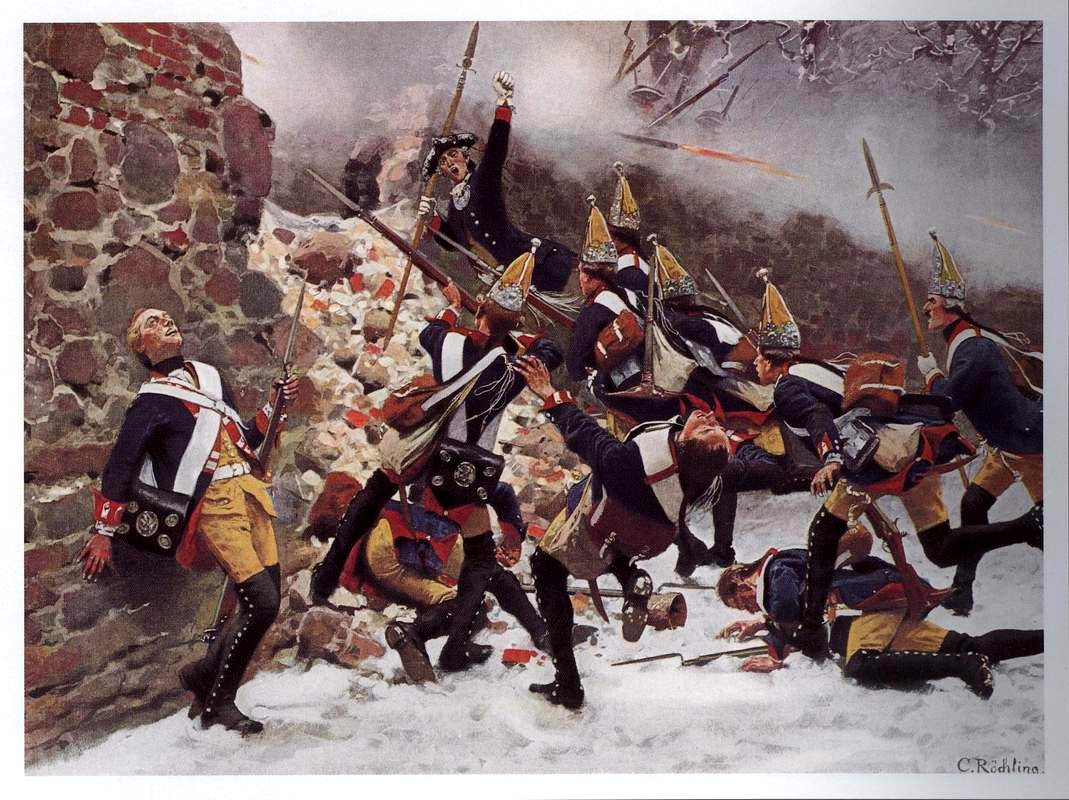
Quân đội Phổ xung phong trong trận đại chiến tại Leuthen, 1757, qua nét vẽ của Carl Röchling. Chiến thắng vẻ vang này, cùng đại thắng trong trận Roßbach trước đó đưa nước Phổ trở nên vang danh trên khắp thế giới.

Ngay sau khi nhà vua Friedrich Wilhelm I về cõi vĩnh hằng, con ông là Friedrich II (tức Friedrich Đại Đế) (1712–1786) được tôn làm Quốc vương, ở tuổi 28 (1740). Lúc vị tân vương vẫn khóc vì thương nhớ phụ vương của ông, Vương công Leopold I vào cung yết kiến ông. Vị Thống chế già thể hiện hy vọng của mình, rằng sẽ tiếp tục được phục vụ ba quân như ở đời tiên vương Friedrich Wilhelm I. Tân Quốc vương không ngại gì đáp ứng lời thỉnh cầu của ông, lại còn ban cho ông một con tuấn mã. Vị vua - chiến binh Friedrich II Đại Đế lập tức giải toán lực lượng "Những người khổng lồ thành Potsdam" hoành tráng, và thành lập bảy Trung đoàn mới với 1 vạn quân tinh nhuệ, dùng chi phí cho lực lượng "Những người khổng lộ thành Potsdam" trước đây để trả lương cho họ. Vị tân Quốc vương cũng thêm 16 Tiểu đoàn, 5 Sư đoàn Khinh Kỵ binh và một Sư đoàn Ngự Lâm quân. Ông cũng phong các em mình là Thái đệ August Wilhelm, Hoàng tử Friedrich Heinrich Ludwig và Hoàng tử August Ferdinand làm tướng soái trong Quân đội Phổ. Cũng như mọi Quân đội lân bang, ông giữ những hình phạt hết sức khắt khe trong Quân đội Phổ. Thời đó, các Trung đoàn Phổ là những cỗ máy chiến tranh của Bộ Chỉ huy. Có lần, khi nhà vua làm lễ duyệt binh cùng Vương công Leopold I, ông hỏi Leopold I rằng cái gì làm cho vị lão thần ấn tượng nhất? Leopold I đáp: "Muôn tâu Đức Thánh Thượng! Còn gì hơn sự uy dũng của ba quân của Người, cùng với sự bài bản và tuyệt hảo của những cuộc hành binh của họ?... Nhưng, thưa Quốc Vương kính yêu, điều lão đây thán phục nhất là chúng ta có thể đứng tuyệt đối an toàn tại đây, nhìn trước 6 vạn đại binh - họ đều là kẻ thù của chúng ta, và không ai trong số đó có vũ trang tốt và hùng mạnh hơn chúng ta, và rồi họ đều phải kiêng dè trước uy thế của chúng ta, trong khi chúng ta không gì lại nể sợ họ. Quả là hiệu lực kỳ diệu của nề nếp, lòng trung thành và sự giám sát chặt chẽ".
| “                                                                  | Hãy lên đường đã nhận lấy niềm huy hoàng của các Ngươi! | ” |
| — Lời Friedrich II Đại Đế nói với ba quân khi bắt đầu đánh Silesia |                                                         |   |

Trong năm trị vì đầu của mình ông đã phát động chiến tranh. Nếu chiếm được tỉnh Silesia thì Vương quốc Phổ sẽ có nhiều thuận lợi do đó nhà vua có khát khao chinh phạt tỉnh này. Thế là, dù ban đầu quan Thượng thư Bộ Ngoại giao Podewils khuyên Đức Vua không nên làm vậy, ông xuống lệnh cho Podewils chuẩn bị cho ba quân, vì ông cho rằng, một khi các chiến binh tinh nhuệ được chuẩn bị tốt, "chúng ta sẽ có lợi thế ưu việt hơn hẳn các liệt cường khác trong một sự biến bất ngờ như thế này". Lúc đó, viên Đại tá là Christoph Wilhelm von Kalckstein có đến yết kiến ông:
Kalckstein: "Muôn tâu Chúa Thượng, liệu Hạ thần có đúng đắn khi nghĩ rằng Người đang phát động chiến tranh?"
Nhà vua: "Ái Khanh cứ nói!"
Kalckstein: "Ba quân sẽ hành binh về Silesia?"
Nhà vua bắt tay Kalckstein: "Đức Chúa Thượng có giữ bí mật này được không?"
Kalckstein: "Hạ thần xin tuân lệnh Thánh Thượng"
Nhà vua: "Tốt, vậy là Quả nhân đã có thể lên đường"!
Và rồi ông thân chinh xuất 27 nghìn đại quân chinh phạt tỉnh Silesia, mở đầu những cuộc chiến tranh Silesia chống Nữ hoàng Áo là Maria Theresia. Cuối năm 1740, trước sự kháng cự lẻ tẻ của người Áo, Quân đội Phổ đã nhanh chóng chiếm được thủ phủ Breslau và mọi pháo đài Silesia. Dù rằng vị Quân vương trẻ tuổi phải rút khỏi trận tiền, đội quân Phổ dũng mãnh do Thống chế Schwerin chỉ huy đã đánh bại quân Áo trong trận đánh tại Mollwitz vào năm 1741. Schwerin - vị dũng tướng thắng trận này - được mệnh danh là "một trong những vị tướng lĩnh vĩ đại nhất thời đại". Lực lượng Bộ binh Phổ thiện chiến đã giáp chiến dữ dội, đến mức một tên tù binh Áo phải gọi họ là "những bức tường chuyển động". Cả thế gian phải thán phục đoàn quân chiến thắng và quân Áo đã phải khiếp sợ trước hỏa lực của Phổ. Vài ngày sau chiến thắng đầu tiên này, nhà vua Friedrich II Đại Đế sáng tác bản "Quân hành ca Mollwitz" (Mollwitzer Marsch). Tuy quân Phổ thắng trận nhưng lực lượng Kỵ binh của Tướng Schulenburg chiến đấu không được tốt, và bản thân Schulenburg cũng hy sinh ngoài xa trường. Sau lần này, đội Thiết Kỵ binh, vốn phải chiến đấu trên lưng những con ngựa nặng, phải dùng những con chiến mã linh động hơn và nhẹ nhàng hơn. Sau chiến thắng, Quân đội Phổ vây hãm pháo đài Brieg và quân trấn thủ ở đây nhanh chóng đầu hàng. Nhà vua gia tăng kỷ luật toàn quân, và cũng mở mang cho các đội Khinh Kỵ binh và Long Kỵ binh của Trung tướng Zieten - người đã đập tan tác quân Kỵ binh Áo trong trận đánh ở Rochschloss vào ngày 17 tháng 5 năm 1741. Cuối năm ấy, quân Phổ tiến công thành Neisse và hạ được pháo đài này, trong khi một đạo quân Phổ tiến đánh miền Hạ Silesia. Nhờ có những cải cách của nhà vua, quân Phổ thắng trận tại Chotusitz (1742). Quân Áo phải rút lui, viên Sĩ quan Tham mưu Trưởng là Carl C. von Schmettau khuyên nhà vua truy kích quân địch nhưng ông trả lời: "Khanh nói khá đúng, nhưng Quả Nhân không muốn đánh bại giặc một cách quá tồi tệ". Cả hai bên đều tổn thất lớn, quân Phổ nhờ kỷ cương và dũng khí đã chiến thắng và bắt được nhiều tù binh Áo; và Nữ hoàng Maria Theresia phải nhượng tỉnh Silesia cho nhà vua Friedrich II Đại Đế với Hòa ước Breslau.

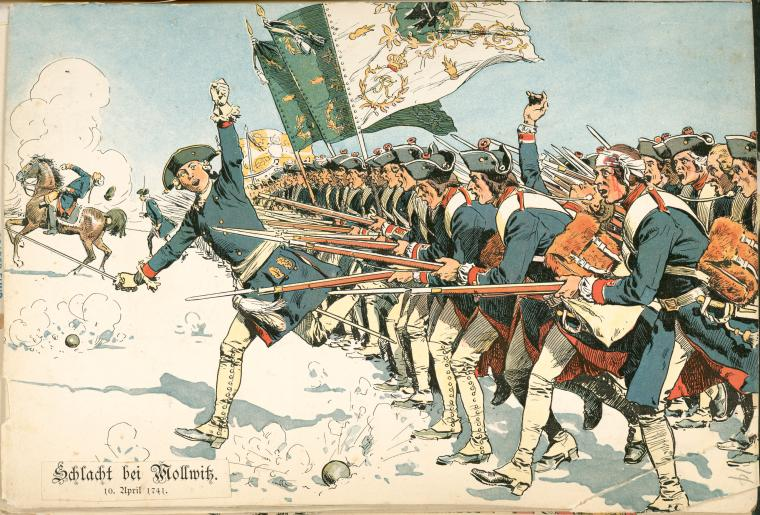
Trận Mollwitz - chiến thắng đầu tiên của Quân đội Phổ thời vua Friedrich II Đại Đế.

Vào tháng 9 năm 1743, giữa lúc nước Phổ thái bình, Quốc vương cho ba quân tiến hành cuộc diễn tập Mùa Thu (Herbstübung) đầu tiên, trong đó các đạo quân Phổ được trình diễn đội hình và chiến thuật mới của họ; từ đó Quân đội Phổ thường diễn tập hàng năm vào Mùa Thu. Nhưng vào năm 1744, trước tình cảnh quân Áo đã đánh bại được các kẻ thù của mình, vị vua - chiến binh - triết gia Friedrich II Đại Đế cảm thấy nước Phổ bị đe dọa nên ngưng diễn tập mà nhảy vào chiến tranh lần thứ hai. Quân Áo vượt sông Rhine và gây hiểm họa đến đồng minh của Phổ là Pháp, nhưng quân Phổ đánh xứ Bohemia làm cho quân Áo phải rút về. Sau một cuộc vây hãm ngắn, quân đội của Friedrich II Đại Đế chiếm lĩnh được thành Praha. Tuy nhiên, ông không thể củng cố đại thắng của ông. Cứ điểm của quân ông gần Beneschau không đủ để tấn công quân địch, trong khi đó các đội Khinh binh Áo từ vùng Balkan thường hay hủy hoại đường tiếp tế của quân Phổ, khiến cho ông phải rút quân về. Nhưng sang năm 1745, khi liên quân Áo - Sachsen tấn công Silesia, khoảng 5 vạn quân tinh nhuệ do nhà vua Friedrich II Đại Đế thân chinh thống lĩnh đại phá tan tác liên quân Áo - Sachsen trong trận đánh ở Hohenfriedberg (1745). Đây được xem là một chiến thắng vĩ đại nhất của ông. Đại thắng vang dội, kinh điển này góp phần rất quan trọng đến sự phát triển của nền quân sự Phổ - Đức, là một trong những chiến công làm nên lực lượng Quân đội Phổ. Trong trận đại chiến này, quân Kỵ binh Phổ chiến đấu xuất sắc hỗ trợ cho lực lượng Bộ Binh và lực lượng Long Kỵ binh Bayreuth dưới sự chỉ huy của danh tướng Friedrich Leopold von Geßler đã chọc thủng vào kẽ hở của địch quân, chỉ một đơn vị quân Long Kỵ binh Bayreuth đã tiêu diệt được 5 Trung đoàn Áo. Quân Bộ binh Sachsen cũng bị diệt sạch. Họ tuân theo huấn lệnh Quân vương rằng chỉ chiến đấu mãnh liệt cho tới cùng thay vì cứ lo bắt tù binh. Chính nhà vua trong trận đánh này cũng vững tay chèo hơn trước, và từ đây danh tiếng quân sự của ông trở nên lẫy lừng trên toàn châu Âu. Với đại thắng huy hoàng tại Hohenfriedberg, nhà vua Friedrich II Đại Đế phải khen lực lượng Long Kỵ binh Bayreuth là những "Caesar". Đồng thời, vị tướng Khinh Kỵ Binh là Hans Joachim Ziethen cũng đóng góp to lớn cho đại thắng của Quân đội Phổ, tiêu diệt quân cánh trái Áo.
Việc đưa lực lượng Kỵ binh Phổ trở thành một đội quân hùng hậu có lẽ là sáng tạo lớn nhất của nhà vua Friedrich II Đại Đế đối với lực lượng Quân đội Phổ. Tương truyền, Quốc vương sáng tác bản "Quân hành ca Hohenfriedberg" (Hohenfriedberger Marsch) sau ngày đại thắng và tặng bản nhạc này cho lực lượng Long Kỵ binh Bayreuth. Do chiến đấu uy dũng trong trận đại chiến Hohenfriedberg nên một cận tướng của Quốc vương là Hans Karl von Winterfeldt được thăng quan. Ông là vị dũng tướng sáng suốt và tài ba. Thái đệ August Wilhelm đã chiến đấu dũng mãnh của ba quân trong trận thắng này. Không những thế, em ruột của August Wilhelm là Hoàng tử Friedrich Heinrich Ludwig cũng thể hiện tài nghệ quân sự thao lược trong hai trận đánh huy hoàng tại Chotusitz và Hohenfriedberg: tuy mới 19 tuổi nhưng ông đã đề xướng như chiến thuật phòng thủ tốt cho ba quân. Ông trở thành một trong những người chiến binh kiệt xuất nhất của thời đại. Sau đó, nhà vua Friedrich II Đại Đế bị quân địch vây đánh trong trận đánh khốc liệt tại Soor, nhưng các chiến binh Phổ dũng mãnh đã đập tan tác quân Áo, đem lại một chiến thắng oanh liệt khác cho Quân vương và cũng giúp cho ông giữ được mạng sống của mình. Lần ấy, nhà vua có cho chú chó yêu mến của ông là Biche sát cánh cùng ba quân, nó bị bại binh Áo cướp lấy nhưng rồi bọn họ phải trao trả nó cho ông. Thái đệ August Wilhelm lại thể hiện tài năng chiến đấu trong trận đánh này. Trong khi đó, Nữ hoàng Maria Theresia củng cố liên minh với Sachsen và lôi kéo Nữ hoàng Nga là Elizaveta Petrovna về phe mình, gây khó khăn cho người Phổ. Nhà vua Friedrich II Đại Đế bèn triệu kiến Vương công Leopold I xứ Anhalt-Dessau tại Liegnitz và ông giao cho vị lão tướng 3 vạn quân từ Halle kéo thẳng về hướng Đông Nam, đến gần Dresden và khi ấy sẽ hội kiến với Quốc vương. Bản thân Quốc vương chỉ huy 4 vạn quân, và dù trong thời tiết khó khăn, đội quân thiện chiến Phổ cũng đã mất dần, vào ngày 23 tháng 11 năm 1745 ông kéo quân vượt sông Queiss tại Naumburg, biên giới phía Đông của miền Lusatia, quân Kỵ binh lập tức xung phong đánh úp liên quân Áo - Sachsen tại trại lính của bọn họ tại Hennersdorf và bắt sống được gần 1 nghìn binh lính Sachsen, đồng thời phá tan tành kho đạn dược của người Sachsen tại Görlitz. Quân Phổ bắt sống được đến 5 nghìn tù binh, và chiến thắng lẫy lừng này cũng không khó giành được lắm, quân Áo bỏ chạy về Bohemia. Lúc ấy đã là Mùa Đông, Vương công Leopold I xứ Anhalt-Dessau thấy liên quân Áo - Sachsen đóng cứ vững chắc và có quân số áp đảo, nhưng Quốc vương khuyến khích ông đánh trận. Vào ngày 15 tháng 12 năm 1745, Vương công Leopold I xứ Anhalt-Dessau già cả nhưng đại phá tan nát 25 nghìn quân Sachsen và 6 nghìn quân Áo trong trận chiến đẫm máu ở Kesselsdorf (1745) - một thắng lợi lớn khác của lực lượng Kỵ binh Phổ, tiêu diệt 3500 binh lính Sachsen. Có đến 6700 liên quân Áo - Sachsen rơi vào tay các chiến sĩ Phổ hùng dũng. Hôm sau, vị lão tướng thắng trận này yết kiến nhà vua và báo tin khải hoàn. Sau khi nhà vua hợp binh với Leopold, Quân đội Phổ tiến như vũ bão về kinh thành Dresden của Sachsen. Họ nhanh chóng làm chủ xứ Sachsen. Vào ngày 17 tháng 12 năm 1745, Quân đội Phổ toàn thắng trước cổng thành Dresden, nhà vua khen ngợi Leopold. Các chiến sĩ Phổ thắng trận nhưng vẫn đối xử tử tế với dân tộc chiến bại Sachsen. Những chiến thắng huy hoàng liên tiếp của Quân đội Phổ tại Hohenfriedberg, Soor, Hennersdorf - Görlitz, Hennersdorf đã khiến cho Nữ hoàng Maria Theresia chán nản. Cuối cùng, trong Ngày Giáng sinh năm 1745, Áo phải chịu thua vị vua - hiền triết - chiến binh Friedrich II Đại Đế, kết thúc cuộc Chiến tranh Silesia lần thứ hai. Vị Quốc vương 33 tuổi ca khúc khải hoàn kéo đoàn quân chiến thắng về đất kinh kỳ Berlin. Không những có lực lượng Kỵ binh hùng hậu, mà:
| “                                         | Đức Vua Friedrich không hề thống lĩnh một lực lượng Bộ binh nào xuất sắc hơn Bộ binh của Người trong cuộc Chiến tranh Silesia lần thứ hai. | ” |
| — Bộ Tổng tham mưu Đức vào thế kỷ thứ XIX | |   |

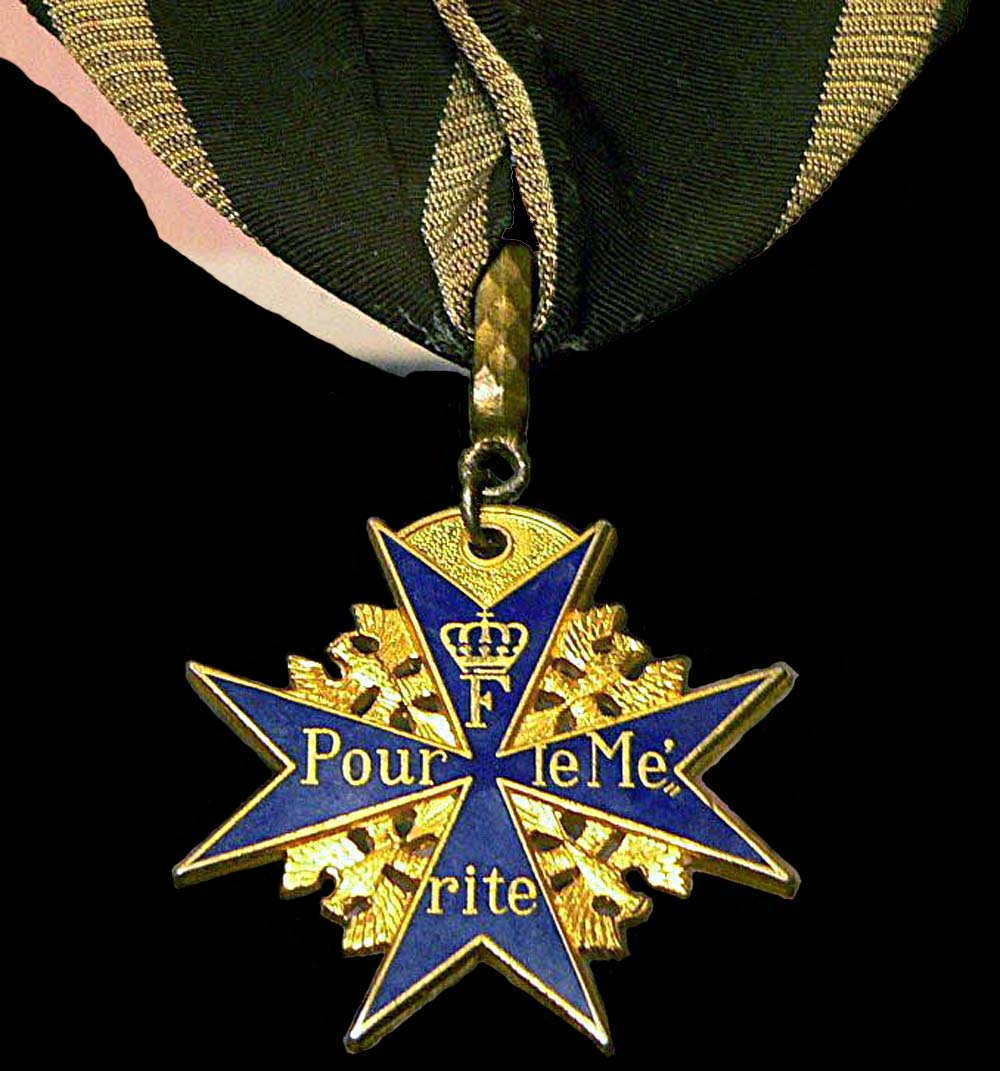
Huy chương Pour le Mérite, được vua Friedrich Đại Đế lập nên vào năm 1740.

Sau chiến thắng, nhà vua dốc sức xây dựng nền kinh tế, mở rộng lực lượng Kỵ binh, gầy dựng Quân đội Phổ bao gồm 143 nghìn quân tinh nhuệ và liên minh với Anh Quốc. Ông cũng với những cựu binh của cuộc nổi dậy Jacobite (Anh) là Bá tước George Keith và em là James Francis Edward Keith về triều làm quan tướng. Vào năm 1748, ông cho các em là August Wilhelm và Friedrich Heinrich Ludwig tổ chức duyệt binh. Còn Maria Theresia thiết lập liên minh với Nữ hoàng Elizaveta Petrovna và vua Pháp là Louis XV để chống lại Phổ. Do lo sợ kẻ thù sẽ xâm lược Vương quốc Phổ, nhà vua Friedrich II Đại Đế quyết định chủ động thân chinh xuất đại binh tinh nhuệ đi đánh xứ Sachsen, để xoá tan mối đe dọa đến xứ Brandenburg của ông, để bảo vệ uy thế liệt cường của đất nước. Nhà vua và ba quân nhanh chóng chiếm được thành Dresden, và rồi kéo rốc về thành Pirna để vây hãm quân địch tại đây, mở ra cuộc Chiến tranh Bảy năm (còn gọi là cuộc Chiến tranh Silesia lần thứ ba). Nữ hoàng Maria Theresia sai một danh tướng mang quân đi đánh Phổ trong trận đánh ở Lobositz, nhưng các chiến binh tinh nhuệ Phổ đánh tan tác quân Áo và buộc Sachsen phải đầu hàng. Quân đội Sachsen bị sáp nhập vào Quân đội Phổ, dù thế quân Sachsen đào ngũ không lâu sau đó. Năm sau (1757), nhà vua lại kéo các chiến binh đi chinh phạt xứ Bohemia, và đánh tan tác quân Áo trong cuộc đại chiến ở Praha. Trong trận này, khi triệu tập ba quân dũng tướng Schwerin bị trúng đạn hy sinh trước toàn quân. Khi đó, Thống chế August Wilhelm, Quận công xứ Brunswick-Bevern cũng kéo quân từ Zittau đến đập tan nát 28 nghìn quân Áo ở phía Bắc Reichenberg tại Nesse vào ngày 18 tháng 4 năm 1757, đưa tình hình trở nên có lợi cho toàn quân Phổ. Lực lượng Khinh Kỵ binh Phổ do Trung tướng Zieten thống lĩnh đã đóng góp không nhỏ cho trận đánh khốc liệt này, khi họ xung phong lên đánh giữa lúc ba quân lâm nguy và diệt được Kỵ binh Áo. Sau đó các chiến binh của nhà vua phong tỏa thành Praha, nhưng đại bại tại Kolín nên vua phải rút quân khỏi xứ Bohemia. Tức giận, ông triệu tập tướng sĩ để tấn công quân Áo, và chỉ từ bỏ khi viên cận thần bên cạnh hỏi rằng Đức Kim Thượng có định vác súng xung phong lên đánh đám địch hùng hậu kia không? Song, vị Trung tướng kiệt xuất Friedrich Wilhelm von Seydlitz, với một cuộc tấn công hiển hách, đã đẩy lui được quân Áo truy kích do đó vua rất trọng dụng ông, phong tặng cho ông Huy chương cao quý nhất "Pour le Mérite". Cuộc tấn công vang dội của Seydlitz là một trong những điểm sáng duy nhất của Quân đội Phổ trong trận đánh Kolín. Không những thế, Hoàng thái đệ August Wilhelm lại bị quân Áo chặn đường rút, đẩy Phổ vào tình cảnh khốn khó. Quốc vương giận dữ, bèn tống cổ August Wilhelm ra khỏi Quân đội Phổ, làm vị Thái đệ xấu số tuyệt vọng và mất năm 1758. Trong lúc đó, quân Nga tinh nhuệ xâm lược vùng Đông Phổ, và suýt nữa thì thua đạo quân Phổ của Thống chế Hans von Lehwadt trong trận Gross-Jägersdorf, nhiều binh sĩ Phổ hy sinh giữa trận tiền. Sau trận đánh tàn khốc này, quân Nga phải lui binh do chịu tổn thất quá ư là nặng nề, không thể đánh nữa, do đó mối họa Nga qua đi. Vào ngày 23 tháng 9 năm 1757, tin mừng này đến tai nhà vua, rằng quân Nga đã rút về phía Đông - thành quả của cuộc chiến đấu của người Phổ. Nhưng tình hình vẫn hết sức nghiêm trọng, quân Pháp tấn công, danh tướng Winterfeldt trận vong khi giáp chiến với quân Áo tại Moys. Đồng thời, quân Thụy Điển xâm lược vùng Pomerania.

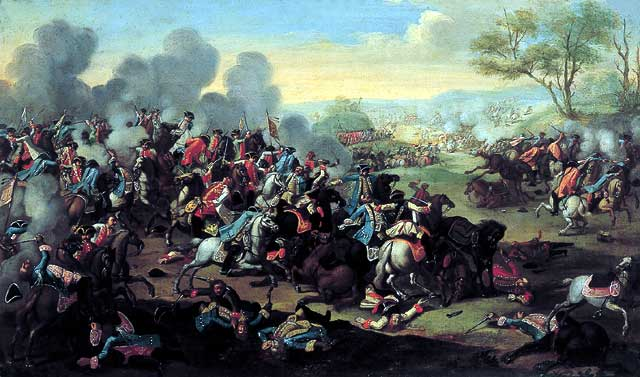
Lúc ba quân tháo chạy khỏi Kolín, vua Friedrich II Đại Đế có hỏi: "Hỡi lũ súc sinh, các Ngươi có muốn sống mãi không?" Một người lính ném lựu đạn cao tuổi đáp: "Hỡi Fritz, xin Người hiểu cho, Hạ thần nghĩ Người nên ban thưởng chúng thần 13 đồng xu vì lương bổng này hợp với chúng thần".

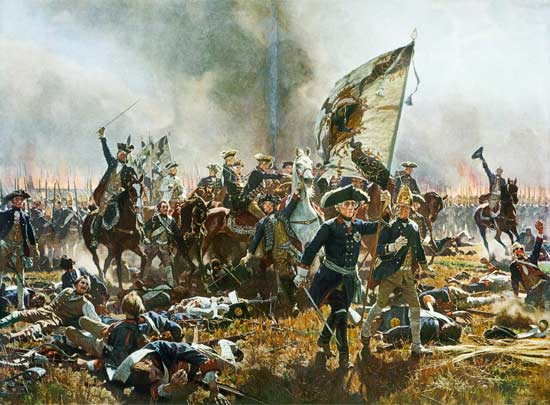
Vua Friedrich Đại Đế đánh thắng quân Nga trong trận đại chiến tại Zorndorf (1758). Trung tướng Seydlitz đã góp công lớn cho chiến thắng của Đức Vua.

Nhưng rồi, nhà vua đã xoay chuyển tình thế đưa chiến dịch năm 1757 trở thành một cuộc chinh chiến lừng lẫy không kém chiến dịch năm 1745 của ông. Trong khi đó, sau khi đã dẹp được quân Nga, Lehwaldt đúng như điều nhà vua mong ước đã kéo quân về Stralsund để đánh đuổi quân Thụy Điển. Giữa chiến trường tại Roßbach, chỉ trong vòng bốn tiếng đồng hồ nhà vua và Hoàng tử Friedrich Heinrich Ludwig đại phá tan tác liên quân Áo - Pháp đông gấp hai lần Quân đội Phổ, trong khi quân địch bị tổn thất hết sức lớn lao thì số thương binh, liệt sĩ Phổ là vô cùng ít ỏi. Lực lượng Kỵ binh hùng hậu Phổ của Trung tướng Seydlitz đã quyết định cho đại thắng này, và tiếng kèn trompet của Quân đội Phổ vang lên sau khi địch quân đại bại. Trước sức chiến đấu mãnh liệt của các chiến binh Phổ, quân Pháp và Quân đội Đế quốc La Mã Thần thánh đều tan rã vào tháo chạy cả. Do năm xưa quân Pháp ác ôn xâm phạm và ngược đãi nhân dân Đức, hay tin cái đám quân Pháp kia đại bại tơi bời, toàn dân Đức chứ không riêng gì nhân dân Phổ đều mừng vui. Ngay cả nhiều miền đất trong Đế quốc La Mã Thần thánh cũng đều vui sướng khi Pháp bị một ông vua anh hùng người Đức đánh cho thảm bại như thế. Chiến bại tại Kolín đã được báo thù xứng đáng, và sau đại thắng, khi được ban thưởng hậu hĩnh, Seydlitz yết kiến Đức Vua: "Thật đáng tiếc, xem ra Đức Thánh Thượng không phải lúc nào cũng thấu hiểu mọi sự!" Friedrich II Đại Đế ngạc nhiên, vị Trung tướng kiệt xuất bảo rằng Đức Vua phải tưởng thưởng đầy đủ cho viên Đại tá và những người lính thực sự có công trong Trung đoàn của ông. Trung tướng Zieten cũng đồng tình với ông. Ý tưởng đánh dọc sườn quân Phổ của quân Pháp đã bị nhà vua và toàn quân Phổ phá vỡ hoàn toàn, và chưa bao giờ quân Pháp phải thảm bại đến thế. Đại thắng huy hoàng tại Roßbach của Quân đội Phổ là vô cùng quan trọng, cuộc hành binh của họ đến đây được coi là khuôn vàng thước ngọc, hoàn toàn hạ gục Pháp và được coi là một Agincourt của dân tộc Đức quang vinh.
Chiến công hiển hách của Friedrich II Đại Đế cũng giúp cho nền văn chương Đức nở rộ, làm cho Đế quốc La Mã Thần thánh tàn lụi. Nhưng lúc đó, quân Áo xâm lược tỉnh Silesia và chiếm lại được một nửa tỉnh này, do đó nhà vua phải kéo rốc đại binh và họp binh với Trung tướng Zieten vào ngày 2 tháng 12 năm 1757 tại Silesia. Họ có được 38 nghìn binh sĩ trong đó 1/3 đội quân này là những chiến binh thắng trận tại Roßbach, phần còn lại là những chiến binh đã bại trận tại Silesia lúc Nhà vua thân chinh ở Roßbach. Nhà vua và các binh sĩ đã thắng trận tại Roßbach giờ đây động viên tinh thần ba quân. Trong cuộc đại chiến tại Leuthen vào ngày 5 tháng 11 năm 1747, 38 nghìn binh sĩ Phổ đã đánh tan tác 66 nghìn quân tinh nhuệ Áo, đây là chiến thắng vĩ đại nhất của Nhà vua Friedrich II Đại Đế. Các lực lượng Bộ binh và Pháo binh Phổ dũng mãnh đã xông vào làng Leuthen, còn lực lượng Kỵ binh của Trung tướng Driesen cũng đã lập công hiển hách. Bản thân nhà vua cũng lập chiến công cứu vãn một Sĩ quan Tham mưu và tiêu diệt một toán lính Áo. Trong khi đó, theo một giai thoại nổi tiếng nhất của nền quân sự Phổ, vị Trung tướng dũng mãnh Wedell lập chiến công nhưng bị trọng thương. Sau đại thắng, Nhà vua dong ngựa đi tuần tra bãi chiến trường, thấy ông đang nằm liền hô: "Wedell! Wedell!" Wedell gượng dậy, và tâu: "Bẩm Chúa Thượng, tất cả chúng thần đều là Wedell" cả. Nhà vua ngạc nhiên, và nói: "Khanh đã dạy cho Trẫm một bài học hay và Trẫm cảm ơn Khanh vì dạy nó". Đại thắng vẻ vang này thể hiện sự vận dụng sâu sắc hiểu biết về địa hình của nhà vua, sức mạnh siêu việt của Kỵ Binh và Pháo Binh Phổ, cùng với sự quyết đoán của giới lãnh đạo quân sự Phổ. Màn đêm buông xuống làm quân Áo chạy toán loạn. Đây không những là một chiến công hiển hách, mà còn là một thắng lợi về tinh thần của các chiến binh Phổ: một vài binh sĩ hát Thánh ca tạ ơn Đức Thiên Chúa sau đại thắng này. Đại thắng tại Leuthen được xem là chiến thắng vĩ đại nhất trong giai đoạn lịch sử đó, thậm chí là trong cả thế kỷ XVIII, và chỉ một ngày khải hoàn tại Leuthen cũng đủ đưa tên tuổi của Nhà vua Friedrich II Đại Đế lên hàng đại danh tướng thế giới. Thủ phủ Breslau cũng trở lại với các chiến binh Phổ tinh nhuệ, pháo đài Liegnitz cũng nhanh chóng rơi vào tay người Phổ tỉnh Silesia hoàn toàn được giải phóng và chiến thắng đã được hoàn toàn, và giờ đây, với đại bại te tua tại Roßbach, đám tàn quân Pháp kia không thể nào dám đụng độ với đội quân chính quy Phổ do nhà vua Friedrich II Đại Đế thân chinh thống lĩnh nữa. Những chiến công trên đền cho thấy lòng dũng cảm đáng phục và kỷ cương son sắt của ba quân, đánh bại mọi đệ nhất liệt cường châu Âu. Tất cả mọi chỉ huy quân sự nước Phổ đều bừng cháy khao khát hòa bình. Theo F. A. von Retzow: "Hơn hết là khí phách hùng anh của Friedrich, dẫn đầu một đoàn quân gồm những chiến binh hùng tráng, mà lòng can trường của họ chưa hề bị vận rủi đụng đến. Do đó, họ đánh hết trận này đến trận khác". Được cổ vũ bởi việc Friedrich II Đại Đế cứu vãn nước Phổ, Thủ tướng Anh Quốc là William Pitt Già viện trợ cho Nhà nước Quân sự Phổ.

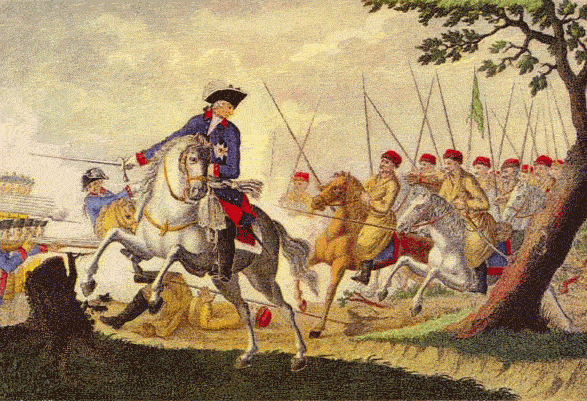
Vua Friedrich Đại Đế thảm bại tại Kunersdorf (1759).

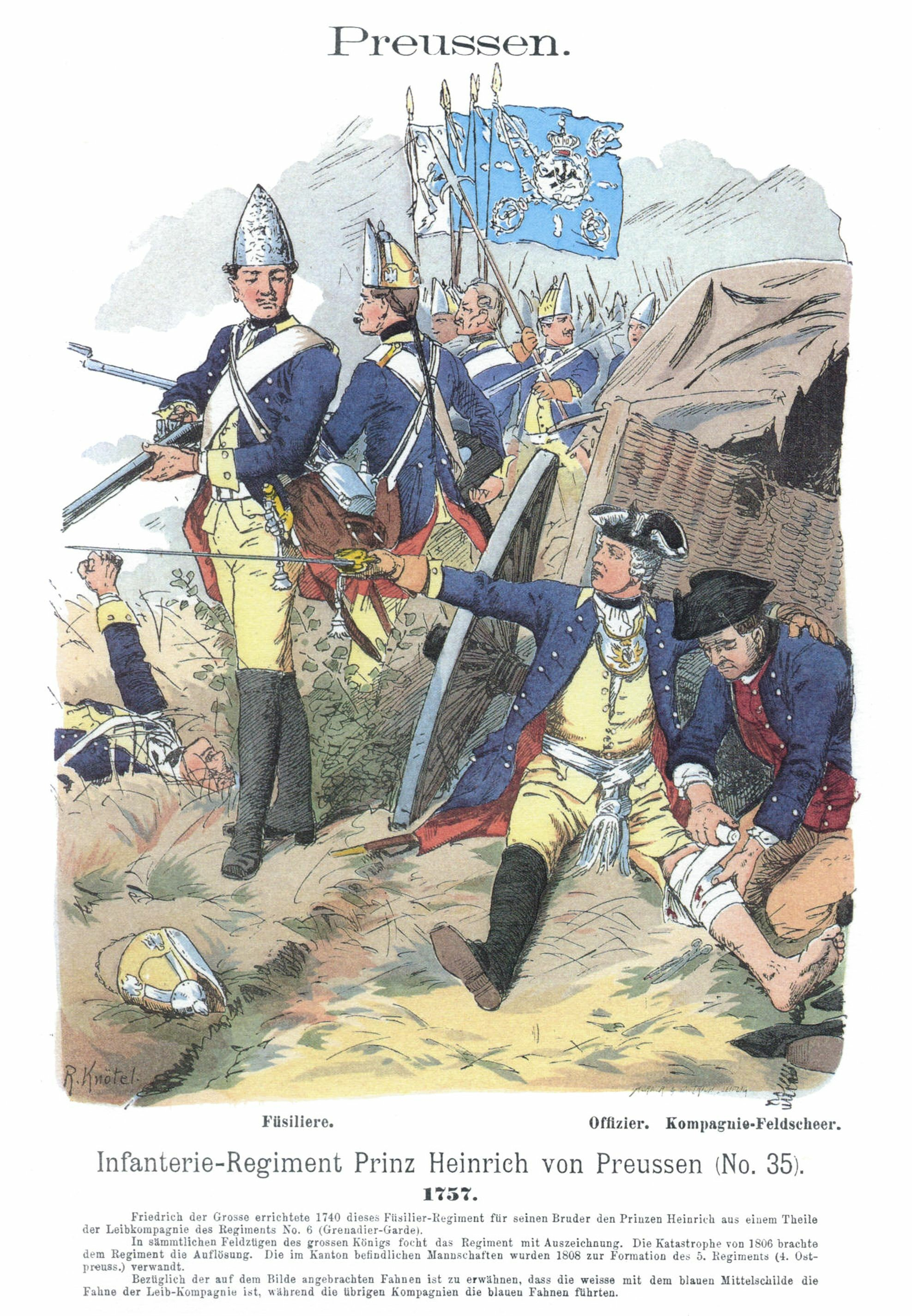
Binh lính tinh nhuệ trong Trung đoàn Bộ binh Hoàng tử Heinrich (1757).

Vào năm 1758, nhà vua xuất đại binh đánh vào thành Olomouc (Moravia) của Áo, nhưng không thành. Nhà vua vốn có ít taì năng vây hãm, phải kéo các chiến binh dũng mãnh về phương Bắc trong một cuộc hành binh hiển hách "của loài mãnh sư", bảo vệ được đại quân hùng hậu và làm quân Áo cảm thấy họ gần như vừa đạt được một thắng lợi tiêu cực. Thế rồi, do quân Nga lại xâm lược Phổ - Brandenburg, nhà vua và các chiến binh phải vượt sông Oder vào ngày 21 tháng 8 năm 1758, buộc quân Nga phải bỏ chạy khỏi thành Küstrin. Sau đó, quân Phổ giáp chiến ác liệt với quân Nga trong cuộc đại chiến ở Zorndorf. Trong lúc nguy cấp, nhà vua lệnh cho Seydlitz huy động quân Kỵ binh xông lên cứu vãn ba quân; cuối cùng nhà vua và toàn quân đã giành chiến thắng quyết định trước đại quân Nga trong trận đánh đẫm máu này, buộc người Nga phải lui binh. Nhờ đó, nhà vua Friedrich II Đại Đế đã ngăn chặn được việc liên quân Áo - Nga họp binh. Sau đó, nhà vua kéo đại binh về xứ Sachsen, bị quân Áo phục kích và đánh tan nát trong trận đánh lớn tại Hochkirch. Nhiều chiến tướng kiệt xuất của Phổ đều hy sinh anh dũng, trong đó vị chiến tướng đầu tiên là James F. E. Keith - người đã bị thương hai lần khi anh dũng chiến đấu bảo vệ làng Hochkirch. Trong đợt tiến công trước khi trận vong, ông triệu một viên Sĩ quan đến bảo: "Tâu với Đức Vua rằng Ta sẽ chiến đấu đến người cuối cùng và mở đường cho ba quân hội ngộ!..." Giữa trận, một Sĩ quan bẩm báo: "Kính tâu Thánh thượng, chiến mã của Người bị thương", và quả thật là nhà vua thấm đầy máu trên lưng con chiến mã của ông, nó đã chết. cuối cùng thì ông tiến hành rút quân. Ông thể hiện bản lĩnh anh hùng, qua việc lui quân an toàn trước mặt kẻ thù. Toàn quân và cả quân thù đều phải ngưỡng mộ ông như là một vị Tư lệnh chiến thuật tài ba, làm chủ được cả bản thân lẫn tình hình. Sau thất bại, ông nhanh chóng hồi phục và đẩy lui quân Áo, giải phóng Silesia và Sachsen. Đồng thời, các quan tướng Phổ đã đánh tan tác các đợt tấn công của quân Nga và quân Thụy Điển tại tỉnh Pomerania. Trong năm ấy, Thiếu tướng Heinrich August de la Motte Fouqué - một trung thần được nhà vua hết sức tín nhiệm - cố thủ kiên cố thị trấn Landeshut, ngăn ngừa được sự tấn công của người Áo. Năm sau (1759), quân dân Phổ vẫn chiến đấu mãnh liệt giữ vững đất nước, khi đó theo sứ thần Anh Quốc là Andrew Mitchell: "Đức Kim Thượng nước Phổ luôn hết sức cẩn trọng; Ngài thăm dò các đồn giặc hàng ngày, có khi Ngài đi cùng một nhóm Kỵ Binh và Bộ Binh, nhưng có khi là một nhóm Khinh Kỵ Binh rất ít ỏi... truy tìm những tên địch dễ bị các lực lượng nhẹ hạ gục". Nhà vua cũng thân chinh điều binh đánh dẹp, ban đầu quân của ông đánh thắng quân Nga nhưng rồi bị đại bại bi đát trước liên quân Nga - Áo trong trận đánh khốc liệt ở Kunersdorf. Bản thân ông cũng suýt bị địch quân bắt nhưng một toán Khinh Kỵ binh Zieten của viên Đại úy Prittwitz cứu sống được ông. Một trong những liệt sĩ của trận đánh này là Thiếu tá Christian Ewald von Kleist - "thi sĩ Mùa Xuân" trứ danh thời bấy giờ. Nhà thi hào này nằm liệt trên chiến tuyến khi Quân vương đang tổ chức tấn công quân Nga. Nhưng do quân địch bị tổn thất quá nặng nề trong chiến thắng kiểu Pyrros của họ, vả lại Quân đội Phổ cũng thực hiện chiến lược khôn khéo nên quân địch không thể truy kích mà lại lui binh, nhờ có một đống cây chướng mại, Hoàng tử Friedrich Heinrich Ludwig đóng quân tại Torgau (Sachsen) và hoàn toàn chặn được đại quân Áo. làm nên một "Phép lạ của Nhà Brandenburg"; và nhờ có sự lãnh đạo tài tình mà Trung tướng Friedrich August von Finck mà lực lượng quân Phổ nhanh chóng được hồi phục, được tái tổ chức để tiếp tục chiến đấu. Trong khi đó, binh đoàn của Tướng Johann Jakob von Wunsch vẫn nguyên vẹn tại Frankfurt. Vào ngày 13 tháng 9 năm 1759, Finck và Wunsch đánh đuổi quân Áo ra khỏi Wittenberg, Torgau và Leipzig. Một binh đoàn nhỏ bé của vị Thiếu tá Khinh Kỵ Binh táo bạo là Friedrich Wilhelm von Kleist tấn công phía Bắc xứ Bohemia, đập tan tành các kho đạn dược của người Áo, gây hủy hoại nghiêm trọng. Với chiến công hiển hách của Finck đánh bại quân Áo trong trận đánh gần Meissen thì Quân vương ban Huy chương Đại Bàng Đen cho ông. Mặc dù vậy, tại Sachsen, do không tuân theo quân lệnh của Quốc vương, binh đoàn của Finck bị đại bại ở Maxen, và bản thân ông phải đầu hàng quân Áo. Sau đó, quân Áo tiến công tại Meissen, buộc Tướng Diericke cùng 1500 binh sĩ phải ra hàng bên sông Elbe. Mùa Đông năm ấy, tình hình ba quân hoàn toàn không ổn định. Nhà vua tới lúc này vẫn còn quyết tâm bảo vệ quân đội bằng tài nghệ và lòng dũng mãnh phi thường của ông. Sang năm 1760, tình hình nguy cấp, người Áo tiến công Landeshut. Thiếu tướng Heinrich August de la Motte Fouqué bị địch bắt, nhưng nhà vua được an ủi với lòng quả cảm xuất sắc của ông, do đó nhà vua khen ông chẳng khác gì những chiến binh La Mã cổ đại. Quân Áo cũng vây hãm thủ phủ Breslau nhưng đạo quân Phổ do Hoàng tử Friedrich Heinrich Ludwig chỉ huy đánh lùi địch. Quân Phổ cũng có những đợt giằng co ác liệt với địch. Thế rồi, nhà vua bị liên quân Áo - Nga vây hãm, song để tránh sự lặp lại trận Hochkirch, ông tổ chức một cuộc hành quân hiển hách thoát khỏi cứ điểm không thuận lợi, sau đó nhằm mũi vào đạo quân Áo do một danh tướng chỉ huy mà đánh lui ba cuộc tấn công của quân Áo, sau đó phản công đại phá tan tác địch trong trận đánh ở Liegnitz vào ngày 15 tháng 8.
| “                                                | Chúng thần chiến đấu vì Đức Tin, vì Người, và vì Tổ Quốc. | ” |
| — Lời người lính già sau trận thắng tại Liegnitz |                                                           |   |

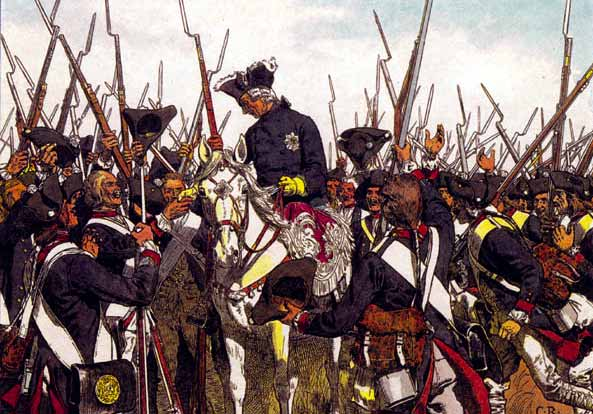
Nhà vua và toàn quân trong ngày đại thắng ở Liegnitz (1760). Đây là một ngày thắng trận huy hoàng, là lúc một Trung đoàn thất sủng - do lập chiến công hiển hách - được vua ân xá và rất sủng ái. Đồng thời, Tướng Saldern cũng ban tặng 10 đồng thaler cho người lính đã tiêu diệt một sư đoàn Áo.

Những người lính Phổ trẻ tuổi đánh bại địch quân bằng sự dũng mãnh phi thường của họ, chả kém các bậc cha anh của họ từng vào sinh ra tử với nhà vua trước kia Quân Áo tổn thất nặng nề, danh tướng chỉ huy cùng với hàng nghìn thương binh phải chạy tháo thân, để lại biết bao nhiêu là chiến lợi phẩm cho quân Phổ. Vua, quan và quân sĩ thắt chặt tình đoàn kết với nhau. Vị Trung tướng vĩ đại Zieten đã giúp vua ngăn chặn được viện binh đến hỗ trợ cho đám bại binh Áo. Nghe tin dữ, quân Nga thoái lui. Đây là một thắng lợi phòng thủ của nhà vua và ba quân. Đại thắng huy hoàng tại Liegnitz củng cố niềm tin cho ba quân đối với vua Friedrich II Đại Đế. Chiến thắng vang dội này cũng giúp ông hoàn toàn lẫy lừng trở lại, sau những chiến bại lớn vào năm 1759 và đầu năm 1760. Do đó, Bộ Ngoại giao Anh Quốc phải thừa nhận rằng, chưa bao giờ thiên tài xuất sắc của vị Quốc vương vĩ đại được thể hiện rõ rằng bằng chiến dịch hiển hách này. Trong đêm trước trận này, những người lính đã cùng nhau nghe quân lệnh của Đức Vua, và để lập nên chiến công huy hoàng này, Friedrich II Đại Đế đã thực hiện chiến thuật siêu việt, những cuộc hành binh hiển hách cũng như lòng dũng cảm không gì bằng của ông. Sau chiến thắng, ông và những người lính đã xua tan cái bóng ma của các trận Hochkirch, Kunersdorf và Landeshut. Ziethen được phong làm Tư lệnh Kỵ Binh và các công thần của chiến thắng đều được trọng hậu. Sau đó, quân Nga rút khỏi tỉnh Silesia, song liên quân Nga - Áo tiến chiếm kinh đô Berlin, nhưng với tư cách là một bậc Thánh quân, Friedrich II Đại Đế vẫn tiếp tục chiến đấu, và một cuộc hành binh của ông làm địch quân phải rút khỏi kinh thành. Vào ngày 3 tháng 11 năm 1760, trong cuộc đại chiến ác liệt với đại quân Áo ở Torgau, vua Friedrich II Đại Đế cùng 5 vạn quân sĩ phải hứng chịu thất baị ban đầu, nhưng nhờ có Đaị tướng Zieten mà các chiến binh Phổ đánh thắng quân Áo, dù đây là một chiến thắng kiểu Pyrros của quân Phổ, trận thắng này làm cho viên Thượng thư Bộ Ngoại giao Áo phải tuyệt vọng. Sự táo bạo của nhà vua trong kế hoạch cho trận đánh này đã khiến chiến thắng tại Torgau được xem là trận thắng Chancellorsville của thế kỷ thứ XVIII. Đầu năm 1761, khi dại quân Phổ đánh phá Sachsen, nhà vua truyền lệnh cho ba quân cướp bóc dã man ngôi nhà Brühl tại Leipzig và dinh Hubertusburg của Tuyển hầu tước Sachsen, khiến cho quân Phổ trở nên khét tiếng man rợ, tàn nhẫn. Trong năm, một đạo quân Phổ do vị Đại tướng xuất chúng Zieten chỉ huy đánh tan nát các quân đoàn Cossack Nga. Đạo quân của Hoàng tử Heinrich nhận được quân lệnh trấn giữ xứ Sachsen, và chặn đứng được Quân đội Đế quốc La Mã Thần thánh. Do tình hình ba quân tổn thất nặng nề và suy sụp trầm trọng, nhà vua phải phòng thủ tại doanh trại Bunzelwitz (Silesia) và thành công, giành thắng lợi không đổ máu trước liên quân Nga - Áo. Nhà vua còn hạ lệnh cho viên Trung tướng chỉ huy Kỵ binh là Platen kéo các chiến binh tới đánh Ba Lan và đánh thắng được quân Nga ở đây. Nhưng rồi, đến cuối năm 1761, nước Phổ suy sụp nghiêm trọng, liên quân Nga - Áo chiếm được các pháo đài quan trọng như Schweidnitz và Kolberg, dù rằng nhà vua giữ vững được lực lượng Quân đội Hoàng gia Phổ ở tỉnh Silesia trong khi Đại tá Wilhelm Sebastian von Belling chỉ huy lực lượng Khinh Kỵ binh và Dân quân Phổ chặn đứng được quân Thụy Điển tại Pomerania. Nhà vua cử Thống chế August Wilhelm, Quận công xứ Brunswick-Bevern làm quan Tổng đốc thành Stettin chống quân Thụy Điển, củng cố đội thủy binh Phổ nhỏ bé.

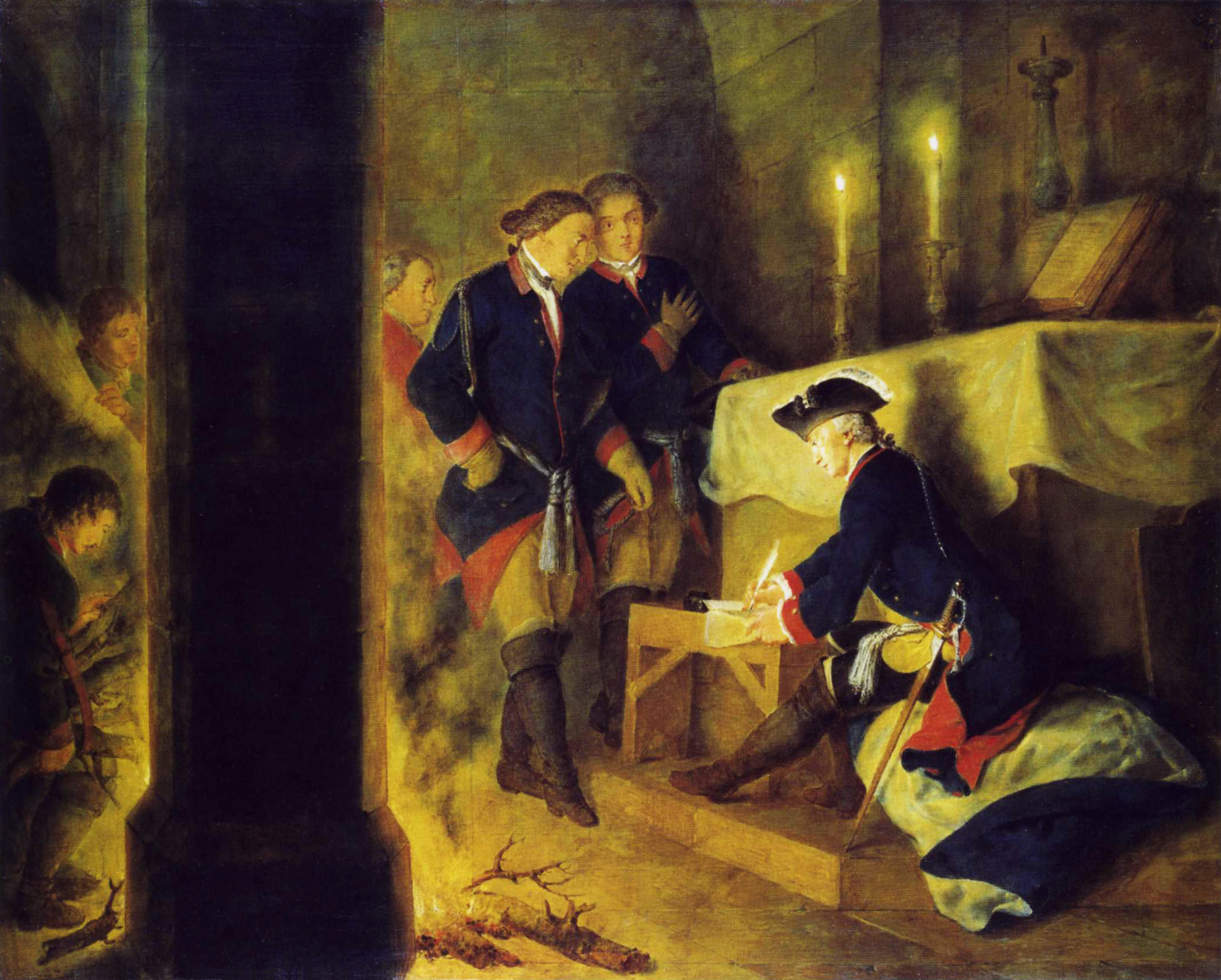
Vua Friedrich II Đại Đế sau cuộc đại thắng tại Torgau. Để lập nên chiến thắng này, ông phải chịu tổn thất nhiều binh sĩ nhưng đồng thời viên Tổng tư lệnh quân Áo bị trọng thương.

Đã thế người Anh còn không hỗ trợ cho Phổ chiến đấu nữa. Mặc dù chiến thuật của Friedrich II Đại Đế luôn luôn siêu việt, mọi chiến thắng to lớn của nhà vua đều không thể chấm dứt cuộc chiến, và ngay cả chúng cũng làm cho lực lượng quân đội của ông bị suy kiệt. Nhưng trong suốt thời gian qua, ông đã gầy dựng được quân đội và giữ được đất nước, đến lúc suy yếu thì vận may đến - là một đặc điểm của một lãnh đạo quân sự vĩ đại như ông. Cần phải nhớ rằng, trong suốt thời gian qua, tuy ông chủ trương tấn công nhưng cũng đồng thời đánh lừa địch, và dĩ nhiên, với tài năng mưu lược của mình, nhà vua đã câu giờ được quân thù để rồi "Phép lạ" đến với ông: đầu năm 1762, tân Hoàng đế Nga là Pyotr III ký kết Hòa ước với vua Phổ, trả lại mọi đất đai cho ông, tiếp theo đó người Thụy Điển cũng cầu hòa và lui binh, nhưng tình hình lực lượng Quân đội Phổ hãy còn tệ đi rất nhiều. Song, tại Sachsen, Hoàng tử Friedrich Heinrich Ludwig tiếp tục chiến tranh, ông giành thế thượng phong đẩy lui được quân Áo. Heinrich là người chủ trương đánh lừa quân thù thay vì tiến công, và ông được vua anh Friedrich II Đại Đế khen là "vị tướng không bao giờ mắc sai lầm". Pyotr III - một người vô cùng đam mê Quân đội Phổ và thích mang Huy chương Phổ - nhanh chóng bị Hoàng hậu Ekaterina soán ngôi, nhưng tân Nữ hoàng Ekaterina II Đại Đế không tái chiến do Nga đã mỏi mệt. Trong khi đó, vua Friedrich II Đại Đế trở lại doanh trại Bunzelwitz để tiếp tục cuộc chiến đấu chống đội quân Áo hùng mạnh đóng ở Burkersdorf. Ông xoay chuyển tình thế, xua quân đánh tan tác quân Áo trong trận đánh tại đây, nhờ có các Sĩ quan như Wied và Wichard Joachim Heinrich von Möllendorf phò tá đúng theo kế hoạch của ông. Cũng như trận thắng tại Freiberg sau này, các đội hình phân tán của Phổ đã mang lại vinh quang thắng lợi. Tuy quân Ottoman đã không nhảy vào cuộc chiến như nhà vua mong muốn, lợi thế trong chiến tranh đã hoàn toàn nghiêng về những chiến binh Phổ. Chiến thắng này có tầm quan trọng về moị mặt, gây cho liên minh chống Phổ trở nên chán chiến tranh và con đường rộng mở cho Quốc vương nước Phổ. Và, sau trận thắng này, vua Friedrich II Đại Đế hỏi một thương binh rằng anh đã thấy trận đánh diễn ra như thế nào, anh liền tâu:
| “                   | Phải tôn vinh Đức Thiên Chúa, chiến trận diễn biến thật tốt đẹp, bọn giặc đang tháo chạy và chúng ta chiến thắng! | ” |
| — Người thương binh | |   |

| “                     | Con trai à, con đang bị thương! | ” |
| — Friedrich II Đại Đế |                                 |   |

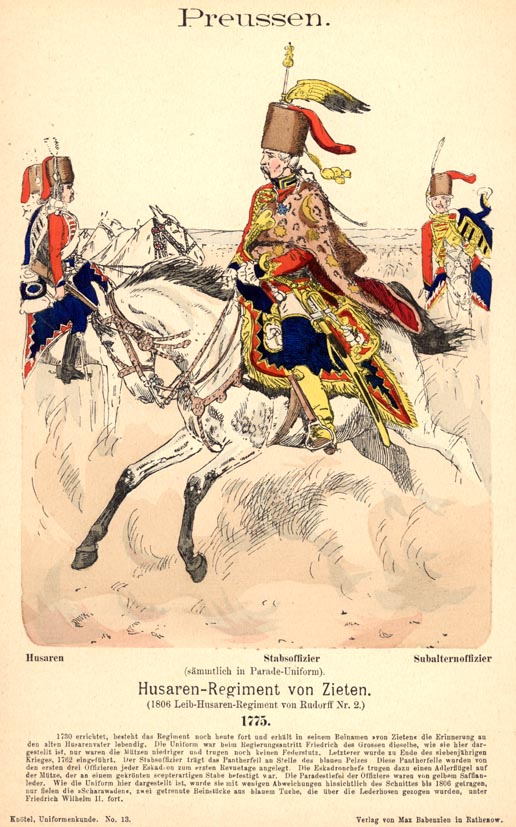
Những người lính trong Trung đoàn Khinh Kỵ binh Zieten (1774).

Nói đoạn nhà vua lấy một chiếc khăn mùi xoa ra ban cho người thương binh. Sau khi đánh đuổi quân thù khỏi Burkersdorf, các chiến binh Phổ, với sự chỉ huy tài tình của nhà vua và Quận công xứ Brunswick-Bevern, lại đánh thắng địch quân trong trận đánh ở Reichenbach và giải phóng hoàn toàn thành Schweidnitz. Không những thế, Hoàng tử Friedrich Heinrich Ludwig cũng liên tiếp đại thắng Quân đội Đế quốc La Mã Thần thánh tại xứ Sachsen, làm bọn họ phải tháo chạy và hợp binh với người Áo để toan hất cẳng quân Phổ. Vị Hoàng tử đại tài liền chấp nhận mở trận đánh và, trong trận đánh ở Freiberg, Hoàng tử Friedrich Heinrich Ludwig cùng với Trung tướng Seydlitz đại phá tan tác quân Áo - Quân đội Đế quốc La Mã Thần thánh. Đây là trận đánh lớn cuối cùng của cuộc Đại chiến Bảy Năm, làm Nữ hoàng Áo Maria Theresia tuyệt vọng. Quân Áo tháo chạy khỏi miền Nam Sachsen. Như thế là đạo quân của Heinrich đã hoàn thành chiến dịch đầy vinh quang của ông, làm cho vua anh vui sướng đến mức "trẻ đi 20 tuổi". Theo huấn dụ của Đức Vua, các đạo quân Phổ dồn dập tấn công các Vương hầu thù địch trong Đế quốc La Mã Thần thánh, làm họ phải thương thuyết, hoặc cống nạp cho quân Khinh Kỵ binh Phổ để cầu hòa. Những cuộc đại thắng này đã đập vỡ hy vọng của Thống chế Áo Daun, và giúp nhà vua gây áp lực nặng đến lời cầu hòa của người Áo, quân Phổ lui binh khỏi xứ Sachsen và gìn giữ được toàn vẹn non sông với Hiệp định Hubertusburg vào ngày 15 tháng 2 năm 1763, củng cố được vai trò liệt cường của đất nước Phổ anh dũng. Ngày khải hoàn, đoàn quân chiến thắng của ông trở về kinh thành Berlin, nhưng vua Friedrich II Đại Đế lại đi đường vòng về đất kinh kỳ, nán lại một chúc tại bãi chiến trường Kunersdorf năm xưa. Vị vua chiến thắng và cận thần của ông đều tỏ ra ảm đạm trước thương vong của nước Phổ trong chiến tranh. Nhiều Hoàng thân quốc thích của vua đã hy sinh, cùng với không ít tướng giỏi. Nhưng không ai có thể phủ nhận rằng, nước Phổ - một quốc gia đã đánh bại được các kình địch hùng hậu trong suốt bảy năm chinh chiến - giờ đây hoàn toàn là một liệt cường: nhà sử học Đức vĩ đại Leopold von Ranke có nói rằng một nước được chứng nhận là liệt cường khi đánh bại cuộc xâm lược của một liên minh các nước láng giềng. Giờ đây ít nhất Phổ cũng phải là một liệt cường quân sự. Nước Phổ thế kỷ XVIII cũng giống như Thụy Điển thế kỷ XVII: nghèo tài nguyên nhưng có một bộ máy Chính phủ hiệu quả và một Quân đội tinh nhuệ.
Trong hai cuộc binh lửa Silesia đầu tiên, cứ sau mỗi trận thắng nhà vua lại chỉ ra những lỗi sai của bản thân và ba quân, để cùng nhau sửa sai. Cuộc Chiến tranh Bảy năm (1756 - 1763) đã xác nhận vai trò của nhà vua Friedrich II Đại Đế là một đại danh tướng kiệt xuất. Nhờ sự sáng suốt của ông cùng với khoản viện trợ của người Anh, người Phổ thắng trận chẳng phải nợ nần gì, khác với nước Pháp láng giềng. Nhờ sự quyết đoán chứ không lề mề như các tướng lĩnh Áo, nhà vua đưa Quân đội Phổ đến chiến thắng cuối cùng; những chiến thắng lừng vang của quân đội của ông tại Hohenfriedberg (1745), Roßbach và Leuthen đã đi vào huyền thoại quân sự. Trong chiến tranh, Quân đội Phổ ban đầu áp dụng "Chiến tranh chớp nhoáng" (Blitzkrieg) vào năm 1757 qua việc tấn công thành Praha để đẩy Áo ra khỏi vòng chiến, nhưng thất bại. Những chiến thắng hào hùng của nhà vua tại Roßbach và Leuthen cho thấy một hình thức mới của "Chiến tranh chớp nhoáng". Khi bị vây tứ phía thì ông quyết tâm đem binh đánh từng kẻ thù một, và dựa vào địa thế mà làm nên những chiến công lịch sử tại Roßbach và Leuthen. Ông cũng coi trọng sự linh động của ba quân, trong một thời gian từ hai đến bốn tuần thì cứ mỗi ngày ông tổ chức một cuộc hành binh nhanh khoảng 20 cây số. Ông thích dùng chiến thuật trứ danh "đánh dọc sườn", qua đó một cánh quân hoàn toàn áp đảo địch quân, sẽ hành binh theo hình bậc thang đến bất ngờ xung phong đánh bại địch. Chiến thuật này đòi hỏi kế hoạch trước trận phải hoàn hảo và ba quân phải thật linh động. Theo nhà sử học Rudolf Keitel, từ các chiến thắng ban đầu tại Mollwitz, Chotusitz và Hohenfriedeberg, nhà vua đã tiến hành chiến thuật "đánh dọc sườn" này. "Quân lệnh Seelowitz" ('Instruction für die Cavalleire', 17 tháng 3, Oeuvres, XXX, 33; 'Disposition für die sämmtlichen Regimenter Infanterie', 25 tháng 3 Oeuvres, XXX, 75) vào tháng 3 năm 1742 cũng đã cho thấy lý thuyết về chiến thuật này. Chiến thuật này đã được quân ông áp dụng trong hai trận thắng lớn tại Hohenfriedberg và Soor hồi năm 1745. Tuy chiến thuật này quyết định chiến thắng tại Leuthen (1757), nó không quan trọng bằng tài năng kiệt xuất của nhà vua biết tập hợp các binh chủng làm nên đại thắng tại Roßbach (1757) hay biết hồi sinh lại sau những thất bại tại Kolín (1757), Hochkirch (1758), Kunersdorf (1759). Sự hồi phục này cũng là nhờ tầm quan trọng cuộc chính trị trong chiến tranh, nhà vua hiểu thế nên ông không thề nào lui khỏi chiến tranh, và chính nhờ đó mà ông đã chiến thắng cuộc chiến tranh. Tuy cuối năm 1761 tình hình khó khăn cho nhà vua thiên tài, lúc ấy các nước Nga, Áo, Pháp, Thụy Điển cũng đều kiệt quệ nên điều ấy chứng tỏ là Quân đội Phổ không thể bị đánh bại. Quân đội Phổ bấy giờ phải dưới quyền vị vua nổi tiếng là "kẻ ghét người", nhưng tuy ông liên tục phê bình các Trung đoàn Phổ sai trái, ông sẽ sớm sủng ái họ trở lại: tỷ như sau cuộc đại thắng ở Liegnitz (1760), Quốc vương trao gươm báu cho một Trung đoàn vừa bị thất sủng trong khoảng thời gian trước đó. Vị Trung đoàn trưởng của họ đáp lễ: "Hạ thần xin đa tạ Thánh Thượng dưới danh nghĩa của các tướng sĩ cấp dưới của Hạ thần, vì đã phục hồi địa vị cũ của chúng thần. Người vẫn là Đức Vua hiền minh của chúng thần." Ngoài ra, việc ông liên tục thân chinh ra trận đã lan truyền vào trái tim của ba quân tư tưởng họ là những chiến binh bất khả chiến bại - đây là một sức mạnh góp phần không nhỏ cho chiến thắng. Sau khi ông đánh thắng quân Áo vào năm 1762, Nguyên soái Nga là Bá tước Zakhar Grigoryevich Chernyshov cũng phải khen ngợi ông: "Giờ đây Hạ thần không còn lạ lẫm gì trước lòng nhiệt huyết của ba quân của Thánh Thượng đối với Người, bởi lẽ Người đối đãi họ thật hậu hĩnh".

### Một "đội quân có quốc gia"
| “                                                  | Nhà nước không thể được giữ vững nếu không có một Quân đội hùng hậu, bởi lẽ những cường địch luôn vây quanh chúng ta và chúng ta luôn luôn phải bảo vệ chính mình. | ” |
| — Friedrich II Đại Đế (Di Chúc Chính trị năm 1768) | |   |

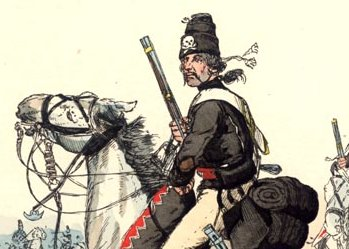
Khinh Kỵ binh Đầu lâu, in bởi Richard Knötel.

Ngay từ buổi đầu trị nước, nhà vua Friedrich II Đại Đế đã nhận thấy rằng đất nước và nhân dân đều phải phụ thuộc vào lực lượng Quân đội tinh nhuệ. Và nếu không có những chiến binh dũng mãnh thì hẳn là ông không thể lập công trạng gì cho Tổ quốc. Ông có hai Huy chương "chính thức" để tặng cho những võ tướng dũng mãnh của ông: Huy chương Hắc Đại Bàng, và Huy chương Pour le Mérite được chính ông sáng lập vào tháng 6 năm 1740. Một ví dụ là vị kiệt tướng Seydlitz: nhà vua ban cho ông Huy chương Pour le Mérite vì ông đã chiến đấu anh dũng trong trận Kolín, ít lâu sau vì chiến công hiển hách tại Roßbach ông lại được phong Huy chương Pour le Mérite, dù rằng Seydlitz là một vị Trung tướng thật mới mẻ của Quân đội Phổ. Từ năm 1756 cho đến năm 1759, có đến 33 tướng tá Phổ bị hy sinh. Do tổn thất quá nặng nề trong suốt cuộc binh lửa, nhà vua phải huấn lệnh cho tuyển mộ Sĩ quan thuộc tầng lớp trung lưu, nhưng sang thời bình ông không dùng đến chính sách này nữa. Sau khi chiến thắng, nhà vua trở về kinh đô Berlin vào tháng 3 năm 1763 và tiến hành ban thưởng cho các công thần, đồng thời xuống lệnh cho lực lượng dân quân diễn tập. Chiến thắng cuộc Chiến tranh Bảy Năm rồi thì người Phổ giữ nước bằng việc tránh khỏi chiến tranh và nhờ có sức mạnh quân sự: có lẽ nhà vua chậm hiểu nhưng ông đã hiểu rõ rằng việc lực lượng Quân đội Phổ - với tư cách là một đội quân phòng ngự chiến lược - thiện chiến sẵn sàng chống lại một đội quân xâm lược nào đó thì cần thiết cho nền an ninh quốc gia hơn hẳn gây chiến lung tung. Ông khuếch trương mở rộng các huyền thoại về những chiến thắng và cả chiến bại của Quân đội Phổ trong cuộc Chiến tranh Bảy Năm. Mọi sự đề cao sức mạnh quân sự Phổ, cả những trận đánh như Leuthen lẫn Kunersdorf, đều khiến cho các nước láng giềng không ngu gì mà gây gổ với "Ông già Fritz" và lực lượng Bộ Binh ném lựu đạn trung dũng của ông. Do bại trận tại Maxen, Friedrich August von Finck bị cầm tù, trong khi Johann Jakob von Wunsch đã chiến đấu mãnh liệt nên được tha. Finck sau đó làm Tư lệnh Bộ Binh trong Quân đội Đan Mạch, trong khi hai đứa con gái của ông ở Phổ được Quân vương lo cho ăn học. Cả Áo, Pháp lẫn Nga đều dựa theo Phổ mà tiến hành cải cách Quân đội. Quân đội Phổ cũng được đề cập đến trong tác phẩm "Candide" của nhà hiền triết Pháp Voltaire. Nhà vua Tây Ban Nha là Carlos III học tập theo những chiến thuật của cả quân Bộ binh lẫn Kỵ binh Phổ. Những cựu chiến binh của nhà vua Friedrich II Đại Đế đều được đón nhận ở các nơi khác. Người Anh cũng dịch những huấn lệnh cho quân Bộ binh Phổ vào năm 1754, và những húân lệnh cho quân Kỵ binh Phổ vào năm 1757. Vào năm 1777, vị tướng hàng đầu của cuộc Cách mạng Mỹ là Nathanae Greene, khi khuyên George Washington không nên công thành Philadelphia, đã gọi nhà vua Friedrich II Đại Đế là "vị Tướng kiệt xuất nhất của thời đại". Các sách dạy quân sự của Anh Quốc vào năm 1786 cũng dựa theo viên Tướng Thanh tra của Phổ. Vào năm 1782, con thứ của nhà vua George III là Frederick, Quận công xứ York đến xem Quân đội Phổ diễn tập tại xứ Westfalen. Năm sau (1783), Louis-Alexandre Berthier - sau là Tổng tham mưu trưởng của độc tài Napoléon - đã tham quan và vô cùng bái phục những chiến binh Phổ tinh nhuệ.

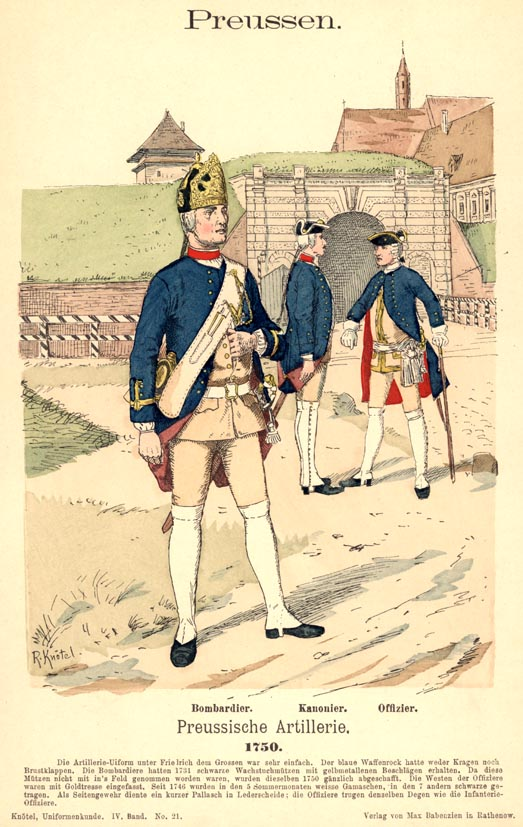
Quân Pháo binh Phổ (1750).

Trong những năm chinh chiến 1759 - 1760, Nhà vua ban Sắc chỉ thiết lập lực lượng "Khinh Pháo binh", còn gọi là Kỵ Pháo binh - một đội quân có thể xung phong chiến đấu chỉ trong vòng 1 phút. Cuối đời ông, ông thành lập vài Lữ đoàn Kỵ Pháo binh - gồm những khẩu đại pháo nặng 6 pao được những con chiến mã thiện nghệ nhất kéo đi, nhằm hỗ trợ cho quân Kỵ Binh và giúp cho Kỵ Binh trở nên linh động hơn. Đối với những đội Pháo Binh mạnh hơn của ông, ông có nhiều quân Kỵ Pháo Binh nhờ thu thập ngựa ở các nông trang trong suốt cuộc Đại chiến Bảy Năm. Đối với lực lượng Pháo Binh của mình, ông đề cao tốc độ của họ trong việc tiếp chiến và thu quân, cũng như việc tập dợt Pháo Binh cùng với các binh chủng khác. Nhà vua cho thiết lập lực lượng đồn trú đầu tiên trên đất kinh đô Berlin vào năm 1764. Trước kia tiên vương Friedrich Wilhelm II muốn gầy dựng một đội quân chủ yếu là các binh sĩ bản địa, nhưng nay Friedrich II Đại Đế muốn tuyển mộ chủ yếu là các binh sĩ người ngoại lai vào Quân đội Phổ, ông cho rằng nên để những người Phổ bản địa gánh vác công việc đóng thuế và sản xuất. Vào năm 1740, nhà vua Friedrich II Đại Đế thiết lập lực lượng Cấm Vệ quân (Garde du Corps) làm Vệ binh Hoàng gia cho ông. Trong các cuộc chiến, nhà vua luôn biết kiềm chế tham vọng của mình, chỉ đấu tranh vì sự sống còn và phồn vinh của đất nước, khác với vua Alexandros Đại Đế xứ Macedonia và vua Pháp Louis XIV khi xưa. Các binh tướng Phổ cũng vậy, họ đã rút ra bài học từ sự tử trận của các ông vua - chiến binh Thụy Điển Gustav II Adolf và Karl XII năm xưa. Vào năm 1768, ông gầy dựng được Quân đội bao gồm 161 nghìn binh sĩ. Bốn năm sau (1772), nhờ có ngoại giao tài tình, ông lấy được nhiều đất đai của Ba Lan và tuyển mộ thêm được nhiều binh lính, đưa Quân đội Phổ trở thành lực lượng Quân đội lớn thứ ba trên toàn cõi Âu châu, sau Áo (297 nghìn quân) và Nga (224 nghìn quân), dù Phổ có dân số lớn thứ 13 và lãnh thổ rộng thứ 10 trên khắp Âu châu. Cứ trong 29 người dân Phổ thì lại có một người lính.
Nhiều binh sĩ không trung thành với Đức Vua, tỷ như những binh lính đánh thuê hoặc là những binh lính nhập ngũ thông qua cưỡng bách tồng quân, trong khi đó những binh lính được tuyển mộ qua hệ thống chia quân đóng từng khu vực có cư dân thì lại khác: họ thể hiện tinh thần yêu quê hương cao đẹp, là tiền thân của chủ nghĩa yêu nước. Ngay cả một bác nông dân nghèo cũng tự hào khi có con được nhập ngũ trong Quân đội dũng mãnh của vị vua bách chiến bách thắng. Trong cuộc Chiến tranh Bảy năm, phần lớn các Binh đoàn tinh nhuệ của Quân đội hoàn toàn gồm thâu những chiến binh Phổ bản xứ. Có những trường hợp làm trái lệnh Quốc vương như viên Đại úy Friedrich August von der Marwitz không chịu tấn công một thành trì vào năm 1760, hay Tướng F. C. von Saldern không chịu phá thành Hubertusburg của Tuyển hầu tước xứ Sachsen vào năm 1761. Trong khi Marwitz rời khỏi đội quân của vị vua anh dũng Friedrich II Đại Đế, Saldern nói: "Nếu Đức Kim thượng hạ lệnh cho Thần tấn công mấy Sư đoàn địch, Hạ thần tuân chỉ ngay. Nhưng một việc trái với niềm danh dự, trung thành và trách nhiệm có thể là điều ngược lại với ý chí và lương tâm không cho phép Hạ thần làm vậy". Nhưng về sau Saldern thắng giặc do đó được nhà vua sủng ái. Nhưng không phải về vấn đề nào Quân đội Phổ cũng khắt khe. Trong suốt cuộc Đại chiến Baỷ Năm, vị vua đại tài Friedrich II Đại Đế luôn đàm luận vui vẻ với binh lính trên đường hành quân, bằng khẩu ngữ Hạ Đức của họ. Trong cuộc Chiến tranh giành độc lập của 13 thuộc địa Anh tại Bắc Mỹ, khi một người lính của đạo quân đánh thuê Hanau bị chất vấn do nhìn chằm chằm vào mặt viên Sĩ quan Quân đội Anh, ông này đáp rằng "ông ấy được phò tá Đức Kim thượng, Đức Vua nước Phổ trong suốt 8 năm, và được phép nhìn mặt Ngài bất cứ khi nào yết kiến Ngài, và hơn nữa, ông ấy không bị phán trách vì chuyện này" (dẫn theo Pausch, 1886, 112). Lực lượng Quân đội Phổ gồm thâu 187 nghìn binh sĩ vào năm 1776, trong số họ có 9 vạn chiến binh là người Phổ ở miền Trung và Đông Bộ đất nước. Phần còn lại là quân tình nguyện hoặc người đủ tuổi đi lính nước ngoài (kể cả là người Đức lẫn không phải là người Đức). Trong năm ấy, Quân đội Phổ được vị vua hùng tài đại lược khuếch trương xây dựng, trong khi Vương hậu Pháp Maria Antonia của Áo còn ăn chơi xa xỉ, Nữ Đại vương công Áo Maria Theresia còn mua sắm trang sức và Nữ hoàng Nga Ekaterina II Đại Đế thì tình tứ lăng nhăng. Vào năm 1778, âm mưu xâm lược xứ Bayern của Hoàng đế La Mã Thần thánh là Joseph II đã khiến Nhà vua Friedrich II Đại Đế phải lo sợ, ông bèn thân chinh kéo binh mã tiến đánh xứ Bohemia trong cuộc Chiến tranh Kế vị Bayern. Quân Áo phòng thủ thật kiên cố mà không đánh một trận nào, làm cho các chiến binh Phổ không thể mở trận đánh. Sự cẩn trọng như vậy chứng tỏ nhà vua đã ít liều lĩnh hao binh tổn tướng hơn kể từ sau những năm tháng chiến tranh trước kia, và đây sẽ là cuộc chiến chinh cuối cùng của ông. Ông ngự bút viết thư từ với các đại tướng, bàn về binh cách. Vào Mùa Đông, quân đội hai bên tranh giành khoai tây với nhau mà chẳng hề chạm trán nhau. Trước tình hình đó, mẹ của Joseph II là Maria Theresia phải ký kết Hiệp định Teschen (1779), theo đó bà ta bỏ hết mọi tham vọng của người Áo ở xứ Bayern. Điều này đủ thấy Quân đội Phổ được kinh sợ như thế nào. Danh tiếng của vua Friedrich II Đại Đế ngày càng vang xa, nước Phổ coi như đã thắng trận.

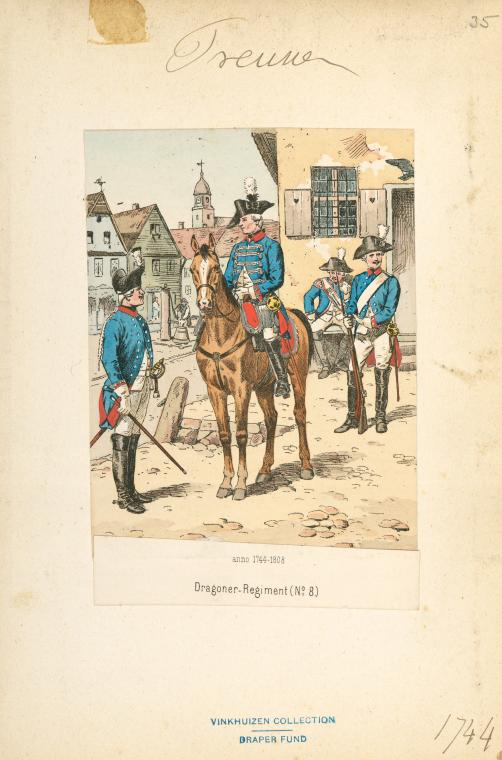
Quân Long Kỵ binh Phổ (1745).

Để dựng xây Quân đội, ông cũng viết nhiều tác phẩm lý luận quân sự sấu sắc để giáo huấn ba quân, bằng kiến thức quân sự hết mực chuyên sâu của ông, ảnh hướng tới đời sau. Ông không ngừng tiến hành những cuộc tập dợt ba quân. Sách "Những lời dạy của Friedrich II Đại Đế dành cho quan tướng của mình" (1747 được xem là một tác phẩm tuyệt vời, là một cuốn sách kinh điển và rất bổ ích đối với việc răn dạy ba quân trong lịch sử quân sự. Vua viết bằng tiếng Pháp (Les Principes Généraux de la Guerre appliqués à la Tactique et à la Discipline des Troupes Prussienes), và đầu tiên ông trao nó cho Hoàng đệ August Wilhelm. Vào năm 1753, vua dịch sách sang tiếng Đức (Die General-Principa vom Kriege) và truyền cho các vị tướng soái của mình. Trong cuốn sách này, việc giữ vững quân đội có kỷ luật là vấn đề đầu tiên mà vua phân tích. Ông nhấn mạnh sự độc đáo đến phi thường của Quân đội Phổ - không những là lực lượng quân sự duy nhất có tinh thần kỷ cương sánh ngang với các binh đoàn Lê dương La Mã cổ xưa, nhưng cũng khó thể vững tồn vì có nhiều binh sĩ người ngoại quốc. Do đó, ông viết: "Hiện trạng của quân lực của chúng ta cho thấy rằng ai chỉ huy nó thì cần phải theo dõi không ngưng nghỉ". Một viên Đại úy tên Karl Gottlieb Guichard cũng viết sách về chiến sự thời kỳ cổ đại. Ông được đặt tên là Quintus Icilius sau một lần bàn luận của Quốc vương về trận Pharsalus trứ danh thời nội chiến La Mã. Thời bấy giờ, danh thơm của Quân đội Phổ và vị Tổng tư lệnh uy dũng của họ trở nên vang lừng. Sau cuộc Chiến tranh Bảy Năm, du khách nước ngoài đổ xô đến kinh kỳ Berlin để chứng kiến những Trung đoàn vận quân phục xanh dũng mãnh, và nếu thật may mắn, yết kiến Nhà vua Friedrich II Đại Đế - một kỳ nhân của thời đại. Ông cũng khuyên khích các chuyên gia quân sự nước ngoài và thần dân hiếu kỳ lên kinh để coi ba quân rầm rộ diễu binh. Bấy giờ, các danh tướng của ông phần lớn đã mất hoặc về hưu, tỷ như Seydlitz qua đời vào năm 1773 ít lâu sau Quốc vương đến thăm ông lần cuối. Fouqué - người bạn cũ dũng cảm của Quốc vương - sau khi chiến tranh kết thúc năm 1763 đã trở về xứ Brandenburg, thường được Quốc vương thăm viếng và tặng quà, cũng qua đời vào năm 1774. Quintus Icilius cũng qua đời vào năm 1775 và nhà vua tiến hành mặt niệm.
Vào năm 1783, nhà vua rút kinh nghiệm xương máu từ các cuộc chiến tranh nên viết "Những quân lệnh" về tầm quan trọng ngaỳ càng gia tăng của lực lượng Pháo Binh. Điều này cho thấy tầm nhìn xa trông rộng của Đức Vua trong việc điều binh khiển tướng. Vào năm 1785, Đại tướng Zieten có lên kinh thăm ông. Ngân khố đất nước ngày càng đầy ắp, đất nước ngày càng hùng mạnh, và quân đội sẵn sàng chiến đấu. Trong cuộc tổng diễn tập năm ấy, ông chỉ huy toàn quân giữa cơn mưa tầm tã, do đó ông không thể phục hồi được. Cơn bệnh này dẫn tới việc ông ra đi về cõi vĩnh hằng vào ngày 17 tháng 8 năm 1786, thần dân nước Phổ đã phải vĩnh biệt vị Quân vương đại tài có công với nước. Trong năm ấy, nhiều tướng tá Pháp đã đến yết kiến nhà vua Phổ và ba quân. Cuối đời ông, lực lượng Quân đội trở thành một thành phần không thể thiếu trong xã hội đất nước và có đến 195 nghìn chiến binh. Do đó, lực lượng Quân đội chiếm 3,38% dân số Phổ - tỷ lệ này có thể so sánh được với các quốc gia đầu tư quân sự cao nhất trong khối Đông Âu trong Chiến tranh Lạnh (chẳng hạn như Cộng hòa Dân chủ Đức). Mặc dù các quốc gia quân chủ chuyên chế đều quân sự hóa, không nước nào bằng Phổ, với nền quân sự hào hùng. Các tầng lớp xã hội đều được tham gia vào việc phục vụ Quân đội: quý tộc thì chỉ huy Quân đội, trung lưu thì tiếp tế quân nhu, còn nông dân thì làm binh lính. Quân đội Phổ sau chiến tranh vẫn còn vũ trang nặng nề và nhanh chóng gia tăng, hoàn toàn không giống như các nước Nga và Áo đều phải giảm quân số đi. Nhờ có lực lượng Quân đội hùng mạnh, Quốc vương Friedrich II Đại Đế có thể giữ vững được đất nước thái bình thịnh trị, thay vì nhờ vào các liên minh. Có lời nhận định như sau, người cho là của nhà văn Pháp Honoré-Gabriel Riquetti de Mirabeau, người cho là của quan Thượng thư Triều đình Phổ Friedrich von Schrötter, người khác lại cho là của nhà sử học quân sự Georg Heinrich Berenhost - viên Sĩ quan phụ tá của Quốc vương trong cuộc Chiến tranh Bảy Năm:
| “                              | Vương quốc Phổ không phải là một Quốc gia có Quân đội, nhưng là một Quân đội có Quốc gia. Cả đất nước thực chất chỉ là nơi đóng trại của toàn quân! | ” |
| — Mirabeau/Schrötter/Berenhost | |   |

Có sách thì viết Mirabeau có lời nhận định: "Chiến tranh là nghề làm ăn chủ yếu của dân tộc Phổ". Friedrich II Đại Đế được coi là người sáng lập Quân đội Phổ và với ông, "Ký ức sống" của Quân đội Phổ được hình thành. Friedrich II Đại Đế là vị vua có tài mưu lược kiệt xuất, thâu tóm mọi quyền hành cai trị, tổ chức và huấn luyện ba quân để mang lại thắng lợi cho đất nước, và, cũng giống như vua Karl XII trong cuộc Đại chiến Bắc Âu vài chục năm trước, ông"là Thượng thư Bộ Chiến tranh, nhà lý luận quân sự, Tổng tư lệnh và Tổng Tham mưu Trưởng của chính ông" trong cùng lúc.

## Các đời vua Friedrich Wilhelm II và Friedrich Wilhelm III

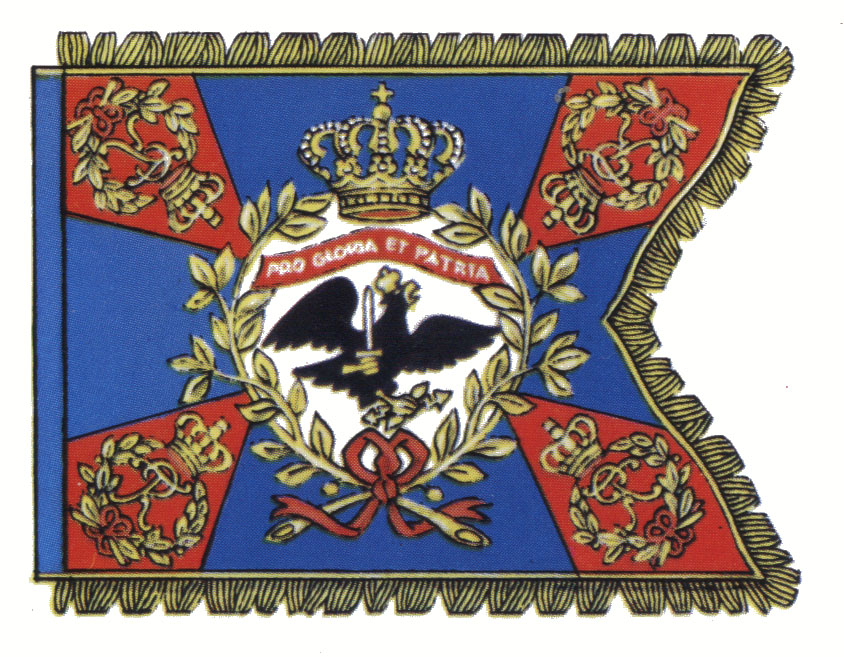
Một hiệu kỳ của lực lượng Quân đội Phổ dùng trước năm 1807.

### Sự suy yếu của Quân đội Phổ
Cháu trai của Friedrich II Đại Đế là Friedrich Wilhelm II (1786–1797) lên nối ngôi Quốc vương. Sinh thời, tiên vương Friedrich II Đại Đế vốn đã chẳng ưa gì đứa cháu này. Vị tân Quốc vương vốn không ưa thích chiến tranh và dưới triều đại của ông giá trị của lực lượng Quân đội tinh nhuệ Phổ bị suy sụp. Xưa kia, những bậc tiên quân lừng vang của ông là Friedrich Wilhelm II và Friedrich II Đại Đế luôn thâu tóm đại quyền, giám sát nghiêm ngặt ba quân, thì nay vị tân vương lại nới lỏng nề nếp ba quân. Ông giao trách nhiệm cho vị Thống chế cao tuổi là Karl Wilhelm Ferdinand, Quận công xứ Brunswick, và lực lượng Quân đội bắt đầu suy sụp. Dưới sự dẫn dắt của những cựu chiến binh của các cuộc Chiến tranh Silesia, Quân đội Phổ được trang bị thật kém so với quân Cách mạng Pháp. Các tướng tá vẫn giữ lối luyện binh, chiến thuật và binh khí cũ mà tiên vương Friedrich II Đại Đế sử dụng đã gần 40 năm trước. Trong khi đó, Quân đội Cách mạng Pháp, đặc biệt là dưới thời Napoléon Bonaparte đã phát triển những biện pháp tổ chức, hậu cần, cơ động và lãnh đạo mới. Tuy nhiên, sau một thời gian lâu dài sau khi tiên quân Friedrich II Đại Đế qua đời, lực lượng Quân đội Phổ không có ông nhưng vẫn là đội quân hàng đầu của châu Âu, vẫn đem lại nỗi sợ hãi cho các lân bang như uy danh hãy còn đó của ông. Karl Wilhelm Ferdinand lúc bấy giờ là vị thống soái xuất sắc nhất của thời đại.
Vào năm 1787 - hai năm trước khi phong trào Cách mạng Pháp bùng nổ - Vương công xứ Orange là Wilhelm V phải đối mặt với quân phiến loạn tại các thành phố xứ Holland. Triều đình Friedrich Wilhelm II xuống chiếu tuyên chiến với quân phiến loạn Holland vào ngày 13 tháng 9 năm 1787. 16 nghìn binh sĩ tinh nhuệ Phổ do Quận công xứ Brunswick chỉ huy tràn vào Holland và chiếm lĩnh ngay Nijmegen. Quân Phổ tiến vào Utrecht trong ngày 16 tháng 9 năm ấy. Ngày hôm sau là ngày 17 tháng 9, họ bắn phá và nhanh chóng chiếm cứ Gorcum. Dordrech và Delft cũng nhanh chóng rơi vào tay các chiến binh Phổ trong ngày hôm sau. Quân địch cố thủ tại Amsterdam khá lâu nhờ địa thế thuận lợi, nhưng một đạo quân Phổ băng qua hồ Haarlem và quân địch tại Amsterdam đầu hàng vào ngày 10 tháng 10 năm 1787. Trong cuộc chiến này nước Phổ có liên minh với Anh Quốc và chiến thắng quyết định của Quân đội Phổ đã giáng một đòn sấm sét về chính trị vào vua Pháp là Louis XVI - kẻ đã hỗ trợ cho quân phiến loạn Hà Lan. Với chiến thắng huy hoàng này, Karl Wilhelm Ferdinand có được tiếng tăm lẫy lừng. Vào tháng 8 năm 1791, lúc cơn bão Cách mạng Pháp đã quá lớn mạnh, vua Friedrich Wilhelm II ban chiếu chỉ kêu gọi người Phổ bảo vệ Hoàng gia Pháp của Louis XVI. Nước Phổ liên minh với kẻ thù cũ là Áo vào tuyên chiến với Pháp vào năm 1792. Dưới sự thống suất của Quận công xứ Brunswick, liên quân Áo - Phổ hợp binh tại Coblenx và thẳng tiến về sào huyệt Paris của địch. Liên quân Áo - Phổ đánh tan nát quân Cách mạng Pháp trong các trận chiến tại Longwy và Verdun cùng năm đó, quân Cách mạng Pháp tuy chống trả ngoan cố nhưng đại bại. Nhờ đó, liên quân quân Áo - Phổ dễ dàng kéo rốc về Paris, song thời tiết xấu và bệnh dịch làm nhiều binh sĩ phải hy sinh. Đến tháng 9 năm 1792 liên quân chỉ còn có 5 vạn binh lính, làm nản chí của Quận công xứ Brunswick. Vào ngày 20 tháng 9 năm 1792, 4 vạn quân của ông đánh bất phân thắng bại với quân Cách mạng Pháp trong trận chiến tại Valmy. 10 ngày sau trận đánh này, ông quyết định rút quân về Đức. Đây là một quyết định đúng đắn vì dù quân Phổ không hề thua trận nhưng mưa bão gây bất thuận lợi cho tiếp tế và hỏa pháo, cùng với bệnh tật của ba quân đã tạo điều kiện khó khăn cho họ. Sau một thời gian ngưng chiến, Friedrich Wilhelm II lại tung quân vào chiến trường. Quận công xứ Brunswick chỉ huy liên quân Áo - Phổ giải vây Mainz và truy kích tàn quân Pháp đến tận Alsace và lãnh địa Sứ quân Tuyển hầu tước sông Rhine. Vào tháng 5 năm 1794, các chiến binh Phổ đánh tan tác quân Pháp trong trận đánh Kaiserslautern. Vào tháng 3 năm 1794, khi một cuộc phiến loạn khốc liệt bùng nổ tại Ba Lan, liên quân Phổ - Áo - Nga cùng nhau dập tắt. Vào năm 1795, với Hiệp định Basel giữa Pháp - Phổ, Vương quốc Phổ được thái bình khoảng 10 năm. Nhưng với vua Friedrich Wilhelm II, mọi thành tựu dụng binh trị nước của tiên vương Friedrich II Đại Đế lẫy lừng năm xưa đã trở thành quá khứ. Khi nhà vua qua đời vào năm 1797 thì quân số Phổ gia tăng mạnh mẽ, chi phí quân sự cũng lớn lao. Vả lại, cuối triều ông, thấy ba quân suy sụp thì ông đã tiến hành cải cách: ban chiếu chỉ thiết lập một ủy ban tổ chức quân sự theo kiểu Cách mạng Pháp. Lực lượng Quân đội Phổ được chia thành bốn binh đoàn, mỗi binh đoàn hùng cứ một phương: đó là các binh đoàn Nam Phổ, Bắc Phổ, Silesia và Dự bị. Trong số đó, binh đoàn Dự bị được thiết lập ở các tỉnh miền Tây Đức nằm ngoài xứ Brandenburg.

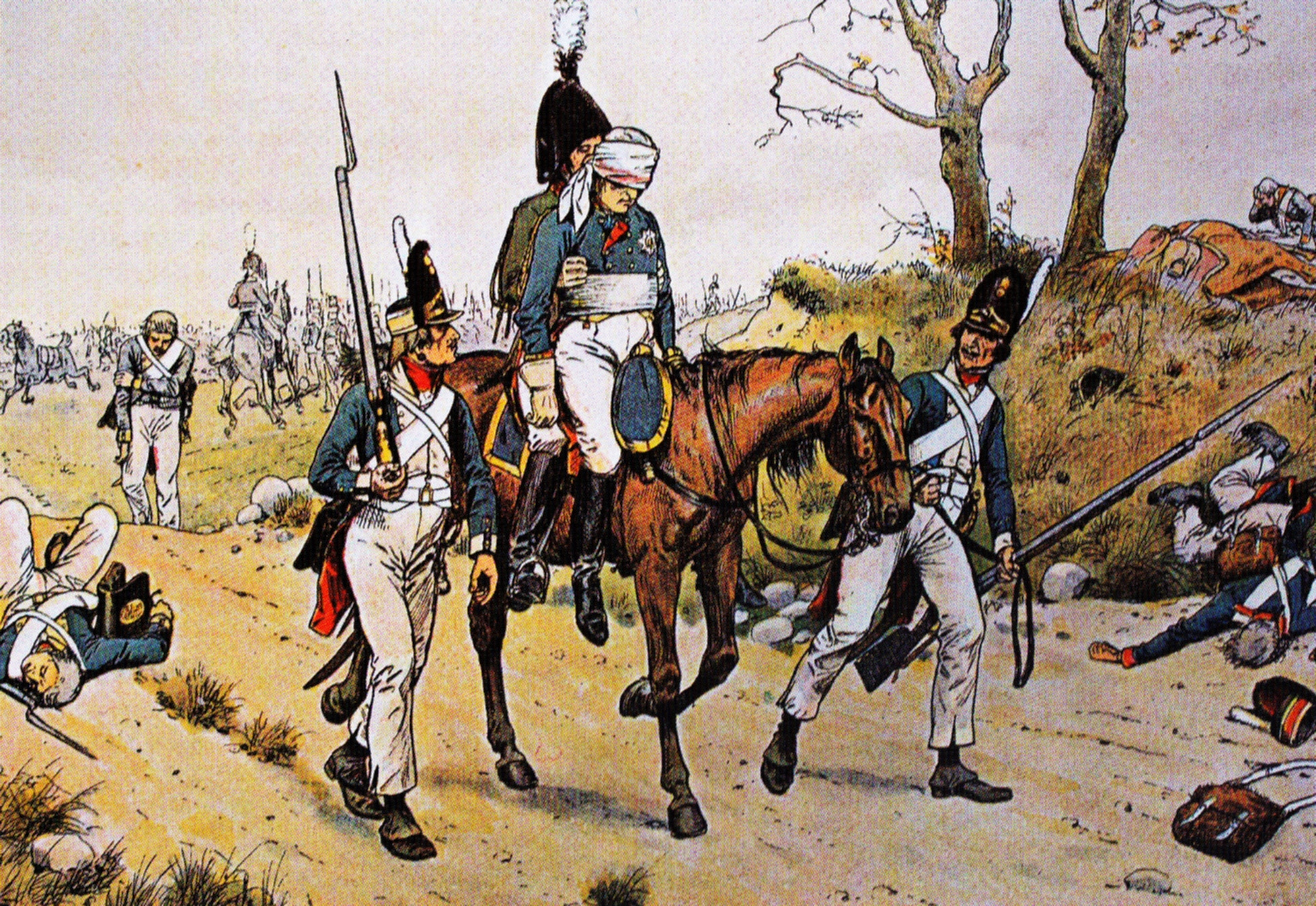
Tàn quân Phổ sau đại bại tại Jena - Auerstädt, họa phẩm của Richard Knötel.

Cuộc cải cách này không đạt hiệu quả. Khi con trưởng của ông là Friedrich Wilhelm III (1797–1840) lên nối ngôi Quốc vương, nền kỷ cương của ba quân vẫn tiếp tục sa sút. Nước Phổ bước vào thế kỷ thứ XIX với một lực lượng Quân đội suy sụp. Vào năm 1803, Triều đình phải tiếp tục cải cách: nhà vua nỗ lực lập ra ủy ban đánh giá các cuộc cải cách quân sự ở Pháp khi đó, để có gì không hay thì sẽ thay đổi quân luật, cải thiện đời sống của binh lính. Đồng thời, Triều đình Phổ cũng dự định xây dựng các Tiểu đoàn dự bị quốc gia ngày càng lớn mạnh hơn. Tuy nhiên, cải tổ chưa thành công thì thảm họa đã đến. Vào năm 1806, sau khi đã gầy dựng Đệ nhất đế chế Pháp lớn mạnh, Hoàng đế Napoléon xua đại quân xâm lược nước Phổ. Quốc vương Friedrich Wilhelm III thiết lập liên minh với Hoàng đế nước Nga và dũng cảm kiên quyết đánh đuổi quân Pháp xâm lược. Lúc ấy, lực lượng Quân đội Phổ có thay đổi rất ít kể từ thời vị vua vĩ đại Friedrich II Đại Đế. Các tướng lĩnh vẫn đọc về các chiến thuật của nhà vua vĩ đại và sử dụng lại chúng. Họ đều đã ngoài 60 hoặc là 70 tuổi và không hề có đầu óc sáng tạo tự vạch ra kế hoạch cho riêng mình Đại quân có đến 254 nghìn binh sĩ, nhưng chỉ có 12 vạn quân tham chiến chống Pháp. Friedrich Wilhelm III cũng kêu gọi quân Sachsen giúp đỡ và phần nào tổng động viên ba quân. Đến ngày 9 tháng 10 năm 1806, khi quân Nga còn chưa đến, nước Phổ tuyên chiến với Pháp.
Ngay từ tuần đầu của cuộc chiến, điểm yếu của quân Phổ đã thể hiện rõ rệt. Ở một số khía cạnh thì chiến thuật của quân Phổ cũng giống quân Pháp, nhưng đã lỗi thời. Quân Pháp tiến về Saalfeld, nơi 9 nghìn Vệ Binh Phổ do Hoàng tử Ludwig Ferdinand - một tướng lĩnh tài ba phi thường cháu trai của Friedrich II Đại Đế - chỉ huy. Khi kéo Kỵ Binh phá vòng vây của quân thù, ông hy sinh. Khi tin này đến tai quân chủ lực của Quận công xứ Brunswick, nhiều chiến sĩ nản chí, quân Sachsen đã muốn từ bỏ Phổ. Ông thiếu quyết đoán đến mức mà khi Napoléon tiến quân vào Thüringen rồi mà ông vẫn chưa triệu tập ba quân. Vào ngày 14 tháng 10 năm ấy, Napoléon, với cứ điểm kiên cố hơn và quân đội tinh nhuệ hơn, đại thắng một đạo quân Phổ trong trận Jena. Cùng ngày, một đạo quân Pháp nhỏ bé nghiền nát đại quân của Quận công xứ Brunswick trong trận Auerstädt, do sự lãnh đạo tệ hại của giới lãnh đạo quân sự Phổ, mặc dù trong cả hai trận đánh này các chiến binh Phổ đều chiến đấu dũng mãnh. Quận công xứ Brunswick bị trọng thương. Tiếng tăm lừng lẫy của quân Phổ bị sụp đổ khiến cho các pháo đài của Quân đội Phổ lần lượt đầu hàng. Đến cả Lübeck, tuy Blücher đã phòng thủ mãnh liệt, cùng phải đầu hàng. Chỉ có một vài pháo đài nhỏ nhất là Graudenz trên sông Vistula, Glatz và Kosel tại Silesia được giữ vững cùng với vinh dự của các binh sĩ Phổ, nhưng điều này vẫn khó thể thay đổi tình hình chiến sự. Công lao bảo vệ tỉnh Silesia là của danh tướng Groenetz xuất thân là một quý tộc, trong khi đó người có công giữ vững thành Kolberg tại Pomerania là viên Sĩ quan chỉ huy August Neidhardt von Gneisenau: tuy pháo đài Kolberg ở trong tình thế rất nguy kịch, nhưng ông vẫn cùng với thị dân tại đây tổ chức cuộc kháng chiến lừng lẫy, đánh lui được quân Pháp xâm lược. Quân Nga kéo đến giúp Phổ nhưng không địch nổi Pháp: trong trận đánh tại Eylau vào năm 1807, quân Nga đẩy lui được quân Pháp nhưng chiến thắng này chủ yếu là nhờ có Tướng Gerhard von Scharnhorst cùng đạo quân Phổ của ông. Lòng quả cảm của ông khiến vua Friedrich Wilhelm III rất thán phục. Qua đó, người Phổ đã xóa tan ý đồ thắng nhanh của Napoléon. Tuy nhiên, Napoléon đánh bại quân Nga trong trận Friedland tàn khốc (1807), buộc Hoàng đế Aleksandr I phải rời bỏ Phổ và giảng hòa với Pháp. Friedrich Wilhelm III phải chạy đến miền đất tận cùng của Vương quốc và ký kết Hiệp định Tilsit với người Pháp: theo đó, nước Phổ bại trận bị thu hẹp lãnh thổ đến nghiêm trọng và chỉ còn là một tiểu Vương quốc với 4 triệu rưỡi dân số. Hội nghị Paris vào năm 1808 đã hủy diệt lực lượng Quân đội Phổ cũ. Trong vòng 10 năm, nước Phổ chỉ có một lực lượng Quân đội thường trực bao gồm 42 nghìn binh sĩ, bao gồm 6 nghìn Vệ binh, 10 Trung đoàn Bộ Binh và 8 Trung đoàn Kỵ Binh.

### Công cuộc cải cách

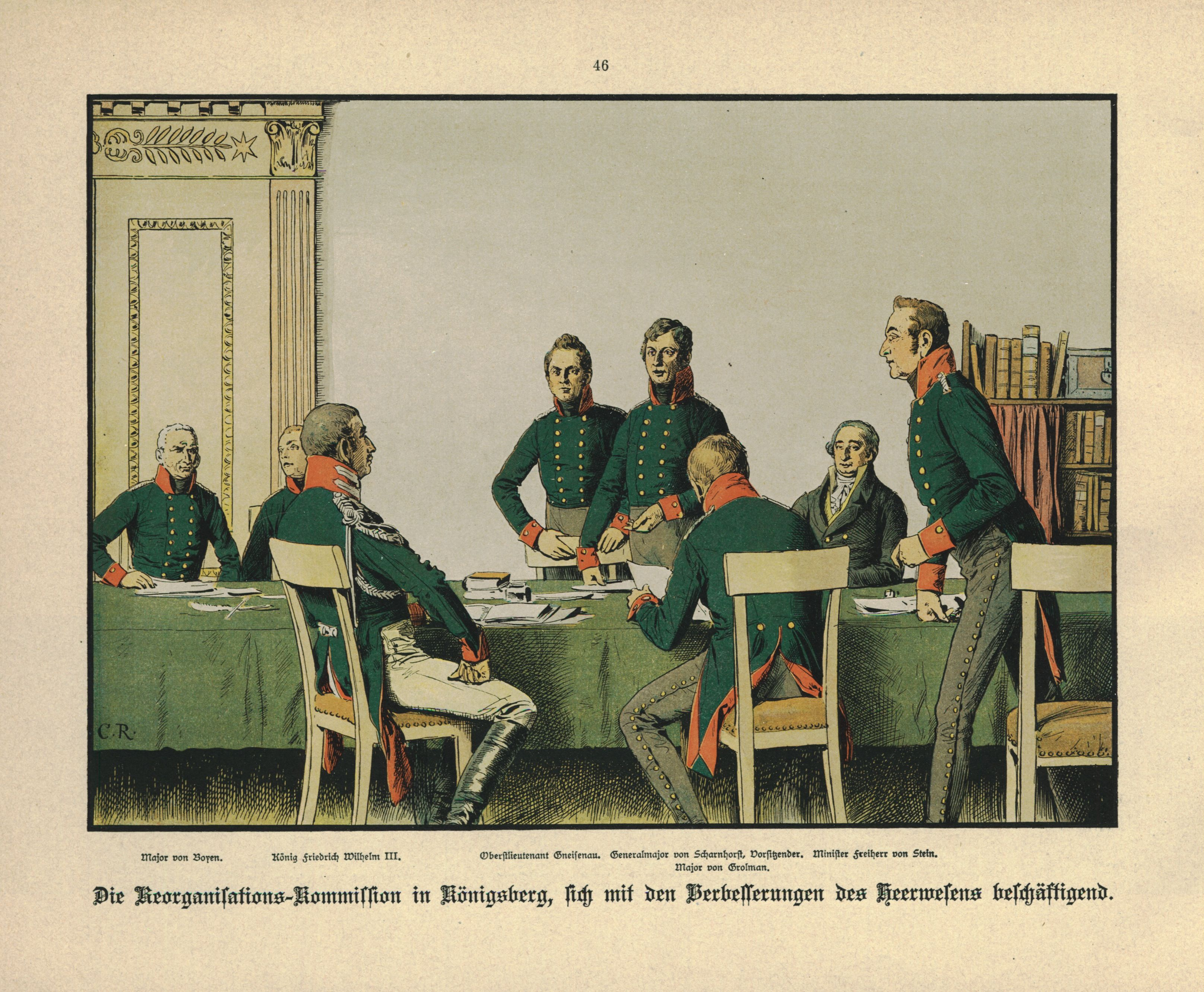
Vua Friedrich Wilhelm III triệu kiến các nhà cải cách tại thành Königsberg vào năm 1807, qua nét vẽ của Carl Röchling.

Triều đình Phổ quá thất vọng trước thất bại của lực lượng Quân đội không được tổ chức tốt của mình, vì họ thường nghĩ mình là bách chiến bách thắng kể từ sau những chiến công lẫy lừng của vua Friedrich II Đại Đế. Trong khi Nam tước Stein cùng với Von Hardenberg bắt đầu canh tân Nhà nước Phổ, Von Scharnhorst bắt đầu cải tổ binh cách. Ông lãnh đạo Hội đồng Tái Tổ chức Quân sự, bao gồm các võ tướng Gneisenau, Grolman, Boyen, cùng với các quan văn Stein và Könen. Clausewitz cũng nhiệt liệt hỗ trợ phong trào tái tổ chức. Trước bất mãn của nhân dân đối với những thất bại vào năm 1806, các nhà cải cách quyết định phát huy chủ nghĩa yêu nước trên toàn quốc. Những cải cách của Stein đã xóa tan chế độ nông nô vào năm 1807 và xây dựng chính quyền thành phố địa phương vào năm 1808. Với phong trào cải tổ này, năm 1807 hứa hẹn một thời đại huy hoàng mới sẽ đến với lực lượng Quân đội Phổ, sẽ là sự kết tinh của tinh thần kỷ cương cao độ và lòng nhân đạo cao đẹp. Khi Hội nghị Paris họp mặt vào năm 1808, đây là một sự kiện càng thêm thôi thúc người Phổ tiến hành cải tổ quân sự.

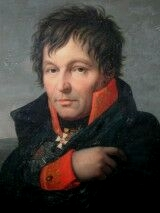
Gerhard von Scharnhorst.

Với công cuộc cải cách này thì các lãnh đạo của Quân đội Phổ được xét lại toàn bộ — trong 143 tướng lĩnh Phổ vào năm 1806, chỉ còn có Thống chế Blücher và Tauentzien là hãy còn tham chiến trong cuộc Chiến tranh Liên minh thứ sáu; nhiều vị tướng được giao trách nhiệm cho "lập công chuộc tội" trong cuộc chiến tranh năm 1813. Vào năm 1808, tầng lớp trung lưu cũng được phép tham gia trong các binh đoàn Sĩ quan, và việc thăng quan tiến chức thì dựa vào nền giáo dục. Quốc vương Friedrich Wilhelm III cho thiết lập Bộ Chiến tranh vào năm 1809, và Scharnhorst lập nên một ngôi Trường dạy Sĩ Quan, sau này gọi là Viện Hàm lâm Chiến tranh Phổ, tại kinh kỳ Berlin vào năm 1810.
Scharnhorst khuyến khích áp dụng "động viên tập thể" (levée en masse), là hình thức tuyển mộ binh sĩ của nước Pháp thời đó.

## Quân phục

### Tổng quan
Quân phục là một thứ rất quan trọng trong quân đội, mỗi quốc gia đều có một phong cách thiết kế quân phục riêng. Quân đội Phổ thường có quân phục màu xanh dương. Màu xanh được cho là điềm tốt ở các quốc gia Kháng Cách vùng đông bắc châu Âu, như ở Thụy Điển hay Hessen-Kassel. Ngược lại ở các quốc gia Công giáo La Mã giàu có, họ thường vận những bộ quân phục có màu sáng (trắng, xám, hoặc vàng). Với các Vương quốc Anh (cùng Lãnh địa tuyển hầu tước Hannover) hay Đan Mạch, quân đội thường vận áo chẽn màu đỏ.